# Ludwig-Maximilians-Universität München

Das Siegel der LMU zeigt Maria mit dem Jesuskind auf einer Kathedra sitzend mit dem lateinischen Namen der Universität

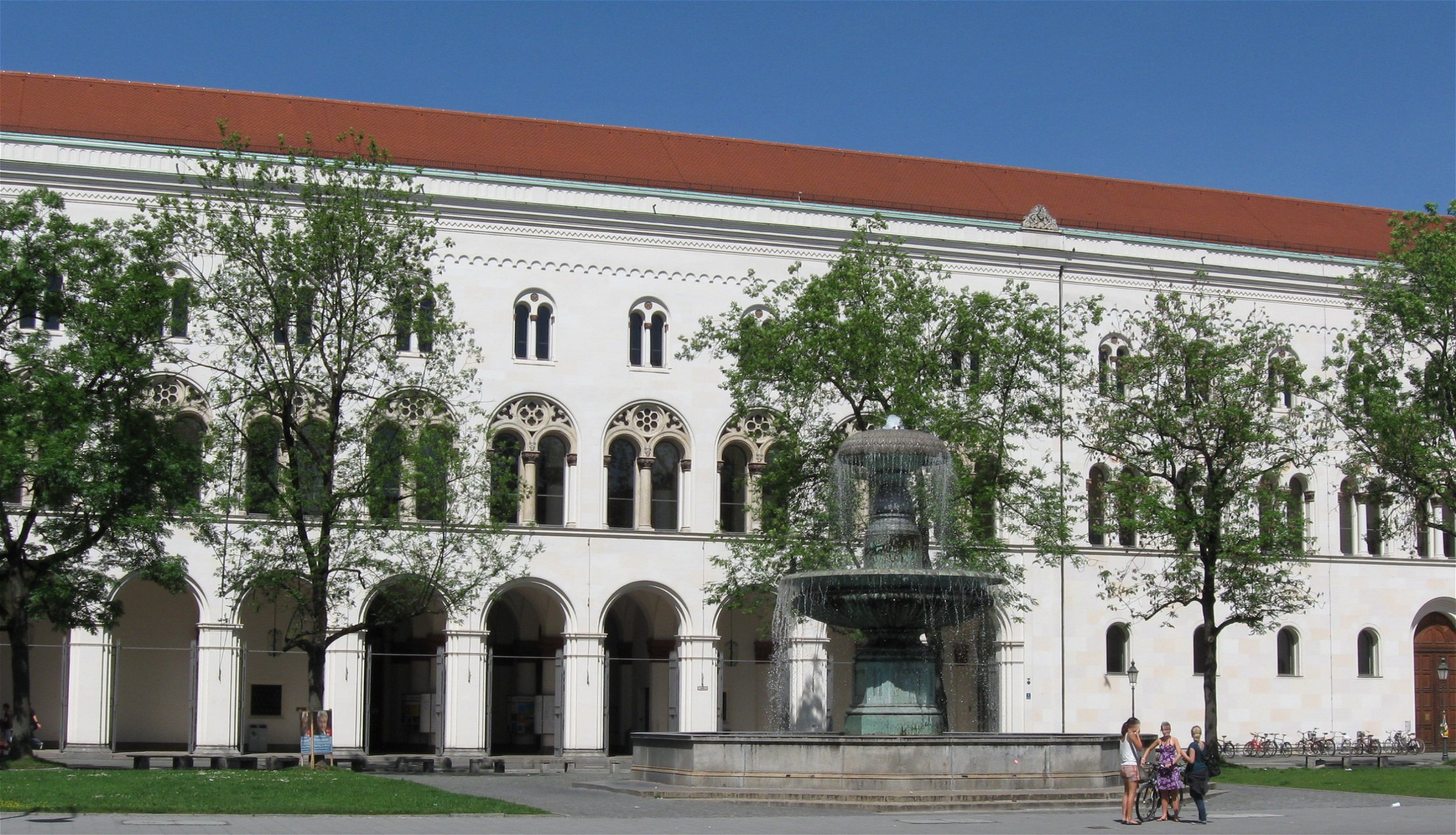
Das Hauptgebäude der Ludwig-Maximilians-Universität München am Geschwister-Scholl-Platz in der Münchner Maxvorstadt

Die Ludwig-Maximilians-Universität München (LMU) ist eine Universität in München. Sie wurde 1472 in Ingolstadt gegründet, im Jahre 1800 nach Landshut und 1826 schließlich nach München verlegt. Sie ist benannt nach ihrem Gründer Herzog Ludwig IX. sowie dem bayerischen König Maximilian I. Joseph, der sie nach Landshut holte.
Im Wintersemester 2024/25 waren fast 55.000 Studierende eingeschrieben, womit sie die größte staatliche Präsenzuniversität in Deutschland ist. Mehr als 800 Professoren lehren an 18 Fakultäten, die mit 150 Studiengängen ein breites Fächerspektrum bieten, darunter einige sonst im deutschsprachigen Raum nicht angebotene Fächer.
Die Gebäude sind über mehrere Standorte im Großraum München verteilt. Zentrale Einrichtungen und die Mehrzahl der Institute liegen nördlich der Stadtmitte in der Maxvorstadt im Kunstareal München.
16 Nobelpreisträger waren – in unterschiedlichen Phasen ihrer wissenschaftlichen Laufbahn – an der LMU tätig. Die LMU wird seit 2005 im Rahmen der Exzellenzinitiative und -strategie des Bundes und der Länder gefördert.

## Organisation

Organigramm der Universitätsorganisation

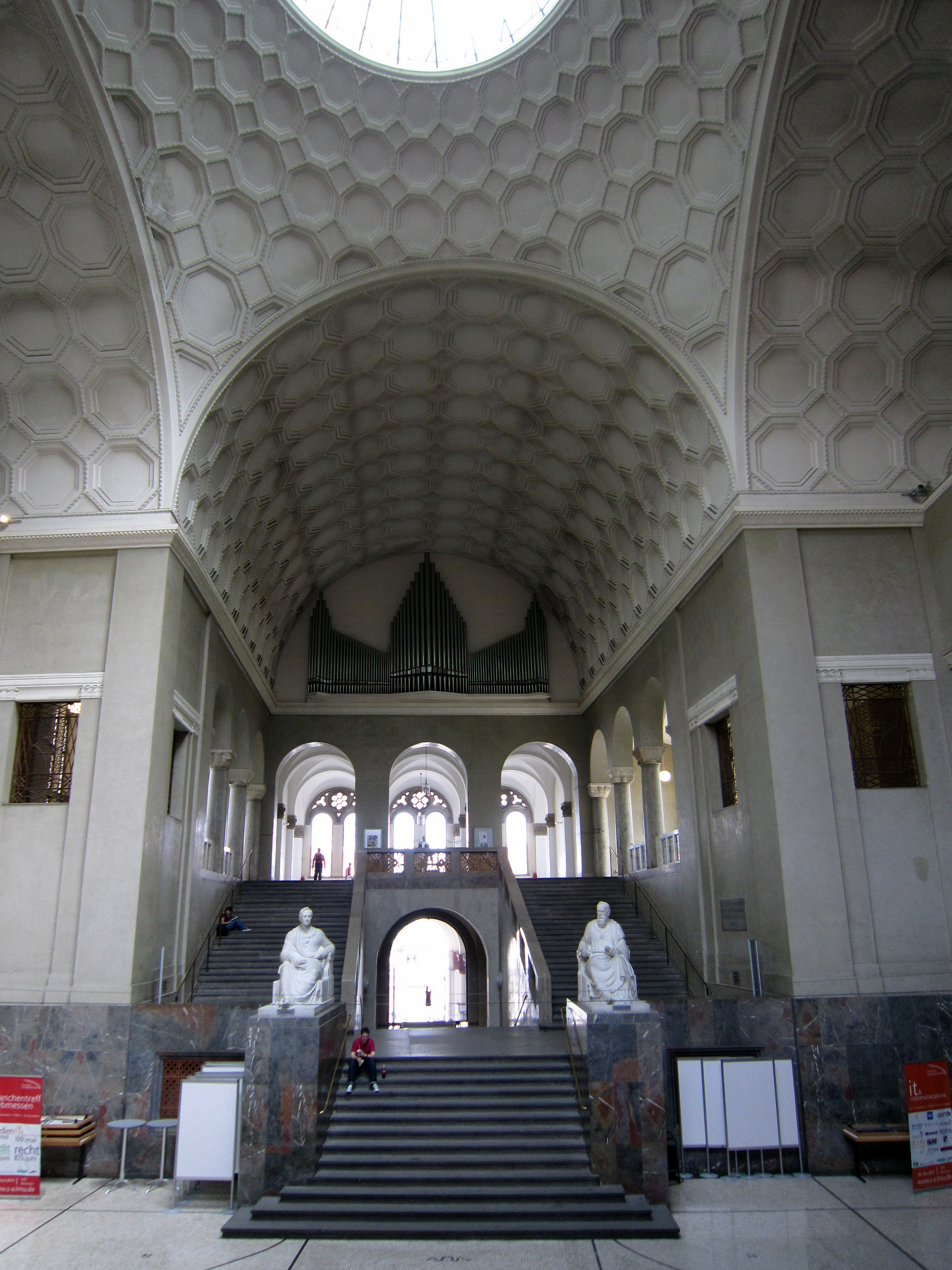
Lichthof der LMU im Hauptgebäude

Die Universität ist eine Körperschaft des öffentlichen Rechts mit dem Recht der Selbstverwaltung. Sie ist zugleich eine staatliche Einrichtung. Die Universität wird von einer Hochschulleitung geführt. Ihr zur Seite stehen der Hochschulrat als Aufsichtsorgan und die Erweiterte Hochschulleitung als beratendes Gremium. Weitere zentrale Gremien sind der Senat und die Zentralen Ausschüsse. Wichtige Angelegenheiten innerhalb der einzelnen Fakultäten werden durch Fakultätsräte entschieden.

### Zentralbereich

#### Hochschulleitung
Die Hochschulleitung (das Präsidium) setzt sich aus dem Präsidenten und den fünf Vizepräsidenten zusammen, die jeweils einen Zuständigkeitsbereich leiten.
Der Präsident vertritt die Universität nach außen und vollzieht die Beschlüsse der zentralen Gremien. Er wird vom Hochschulrat gewählt und dem zuständigen Staatsminister für Wissenschaft zur Bestellung vorgeschlagen. Aktueller Präsident der Universität ist Bernd Huber. Im Februar 2025 wurde Matthias Tschöp als Hubers Nachfolger gewählt und übernimmt das Amt am 1. Oktober 2025.
Die fünf Vizepräsidenten werden auf Vorschlag des Präsidenten vom Hochschulrat gewählt. Derzeit sind dies Oliver Jahraus für den Bereich „Studium“, Francesca Biagini für die Bereiche „Internationales und Diversity“, Sigmund Stintzing für den Bereich „Berufungen“, Hans van Ess für den Bereich „Forschung“ und Christoph Mülke für den Bereich der „Wirtschafts- und Personalverwaltung“.

#### Erweiterte Hochschulleitung
Die Erweiterte Hochschulleitung besteht aus den sechs Mitgliedern des Präsidiums, den 18 Dekanen der einzelnen Fakultäten, der Frauenbeauftragten sowie je einem Vertreter der wissenschaftlichen Mitarbeiter, der nichtwissenschaftlichen Mitarbeiter und der Studierenden; also aus 28 Mitgliedern. Die Erweiterte Hochschulleitung erstellt den Entwicklungsplan der Universität, beschließt Vorschläge zur Forschungsausrichtung, legt die Schwerpunkte des Haushalts fest und beschließt über Vorschläge zur Gliederung der Universität in Fakultäten.

#### Senat
Der Senat besteht aus 16 Mitgliedern, die im Verhältnis 10:2:2:2 von den Hochschullehrern, den wissenschaftlichen Mitarbeitern, den nichtwissenschaftlichen Mitarbeitern sowie den Studierenden gewählt werden. Zudem sind die Frauenbeauftragte und deren Stellvertreterin stimmberechtigte Mitglieder des Senats. Der Senat ist zuständig für wichtige Angelegenheiten des akademischen Betriebes. Er beschließt über Angelegenheiten der Forschung, der Nachwuchsförderung und der Gleichstellung, über Vorschläge für die Einrichtung, Änderung und Aufhebung von Studiengängen sowie über Stellungnahmen zu Berufungsverfahren. Außerdem beschließt er die meisten Rechtsvorschriften der Universität und besitzt dadurch eine enorme Gestaltungsmacht.

#### Hochschulrat
Der Hochschulrat hat die Funktion eines Aufsichtsrates und besteht aus zehn hochschulangehörigen Mitgliedern des Senats sowie zehn nicht hochschulangehörigen Vertretern aus Wissenschaft, Kultur, Wirtschaft und beruflicher Praxis. Mitglieder des Hochschulrats sind unter anderem Jean-Pierre Bourguignon, Ursula Münch, Karl Huber und Tanja Graf. Die nicht hochschulangehörigen Mitglieder des Hochschulrates werden auf Vorschlag der Hochschulleitung und mit Zustimmung des Senates durch den zuständigen Staatsminister bestellt. Der Hochschulrat wählt den Präsidenten und die Vizepräsidenten der Universität. Zudem beschließt er über die Grundordnung, über die Einrichtung, Änderung und Aufhebung von Studiengängen sowie über die Gliederung der Universität in Fakultäten.

#### Zentrale Ausschüsse
Die Mitglieder der zentralen Ausschüsse werden vom Senat in Abstimmung mit der Erweiterten Hochschulleitung bestellt. Sie beraten das Präsidium, die Erweiterte Hochschulleitung und den Senat in fakultätsübergreifenden Angelegenheiten oder nehmen wie der Untersuchungsausschuss besondere Aufgaben wahr.
- Der Strategieausschuss berät die Universität bei der Entwicklung eines Leitbildes, bei Strategiekonzepten im Rahmen der Exzellenzinitiative, bei grundlegenden Fragen der Haushalts-, Bau- und Raumangelegenheiten, bei der Aufstellung des Entwicklungsplanes sowie bei den Zielvereinbarungen mit dem Staatsministerium.[27]
- Der Forschungsausschuss befasst sich mit Qualitätssicherung in der Forschung, mit der Koordinierung universitätsweiter Forschungsschwerpunkte, mit der Förderung des wissenschaftlichen Nachwuchses und prüft Anträge im Rahmen von Programmen zur Förderung des wissenschaftlichen Nachwuchses.[28]
- Der Ausschuss für Lehre und Studium wirkt an der Weiterentwicklung des Studienangebots sowie an der Qualitätssicherung in der Lehre mit. Er bestimmt die grundsätzliche Struktur der von den Studiendekanen zu erstellenden Lehrberichte und erarbeitet auf dieser Grundlage Vorschläge zur Verbesserung von Lehre und Studium.[29]
- Der Untersuchungsausschuss geht Vorwürfen wissenschaftlichen Fehlverhaltens nach und erarbeitet Empfehlungen an das Präsidium für das weitere Vorgehen, sofern die Vorprüfung durch den Beauftragten für die Selbstkontrolle in der Wissenschaft einen hinreichenden Verdacht ergaben hat.[30]

#### Zentrale (nichtwissenschaftliche) Einrichtungen
Dem Zentralbereich sind nur Einrichtungen zugeordnet, die fachübergreifend sind und eine Zuständigkeit für die gesamte Universität haben.
- Die Universitätsbibliothek steht als zentrale Serviceeinrichtung für analoge und digitale Dienstleistungen allen Mitgliedern der LMU offen. Sie betreibt die Zentralbibliothek sowie 14 Fachbibliotheken, in welchen verwandte Studienfächer zusammengefasst sind.[31]
- Das Universitätsarchiv ist zuständig für die Archivierung des Schriftguts aller Einrichtungen der Universität. Dies beinhaltet neben der fachgerechten Verwahrung auch die Nutzbarmachung für administrative und wissenschaftliche Zwecke. Es ist auch Ansprechpartner für die Universitätsgeschichte.[32]
- Das Center for Advanced Studies wurde im Rahmen der Exzellenzinitiative gegründet und ist ein Forum für wissenschaftlichen Austausch, kooperative Forschung und interdisziplinäre Kommunikation innerhalb der Universität sowie für die Einbindung von Gastwissenschaftlern.[33]
- Das Zentrum Seniorenstudium ist Träger des Seniorenstudiums an der LMU und für die Bereitstellung und Organisation eines entsprechenden Studienangebotes verantwortlich, das aus eigenen sowie Veranstaltungen der Fakultäten bestehen soll.[34]

#### Konvente
In den Konventen organisieren sich die Vertretungen der Gruppen der Hochschulmitglieder, die an den Hochschulwahlen teilnehmen. Da die Gruppe der Hochschullehrer von Gesetzes wegen in den Gremien der Universität über die Mehrheit verfügt, bilden diese keine eigene Vertretung.
- Der Konvent der wissenschaftlichen Mitarbeiter besteht aus den Vertretern der wissenschaftlichen Mitarbeiter in den Gremien der Universität und der Fakultäten. Er vertritt die Interessen der befristet und unbefristet beschäftigten wissenschaftlichen Mitarbeiter sowie der als wissenschaftliche Mitarbeiter angestellten Doktoranden und Habilitanden.[36]
- Der Konvent der sonstigen Mitarbeiter besteht aus den Vertretern des nichtwissenschaftlichen Personals in den Gremien der Universität und der Fakultäten. Er vertritt somit insbesondere die Mitarbeiter der Zentralen Universitätsverwaltung und der Universitätsbibliothek sowie das administrative und technische Personal der Fakultäten.[37]
- Der Konvent der Fachschaften vertritt die Interessen der Studierenden und besteht aus den Vertretern der auf Fächerebene gebildeten Fachschaftsvertretungen. Er ist das beschlussfassende Gremium der Studierendenvertretung und wählt deren Geschäftsführung, Referate und weitere beratende Gremien.[38]

Die Konvente haben das Vorschlagsrecht für die Vertreter ihrer Gruppe in der Erweiterten Hochschulleitung und den zentralen Ausschüssen der Universität. Der Konvent der Fachschaften wählt darüber hinaus die Vertreter der Studierenden im Senat der Universität.

### Fakultäten

#### Gliederung
Die Universität München ist in 18 Fakultäten gegliedert. Ihre Nummerierung und die fehlenden Fakultäten 06 und 14 spiegeln die Geschichte der Universität wider.
Aus den früheren Fakultäten für Theologie, Jura, Medizin, Philosophie, Naturwissenschaften und Staatswirtschaften entwickelte sich ein breiter Fächerkanon. Die Forstwissenschaftliche Fakultät (06) wurde 1999 in die Technische Universität München eingegliedert und die Philosophische Fakultät für Sprach- und Literaturwissenschaften II (14) mit der Philosophischen Fakultät für Sprach- und Literaturwissenschaften I (13) zusammengelegt.
Sind in einer Fakultät mehrere Fächer gebündelt oder ist ein Fakultätsvorstand nicht vorgesehen, werden Departments als wissenschaftliche Einrichtungen gebildet.
- 01 Katholisch-Theologische Fakultät
  - Department Katholische Theologie
  - Ausbildungseinrichtung für Orthodoxe Theologie
- 02 Evangelisch-Theologische Fakultät
  - Department Evangelische Theologie
- 03 Juristische Fakultät
  - Juristisches Seminar
- 04 Fakultät für Betriebswirtschaft
- 05 Volkswirtschaftliche Fakultät
  - Department of Economics
  - Center for Economic Studies
- 07 Medizinische Fakultät
  - Wissenschaftliche Einrichtungen ohne Vorklinik
  - Vorklinik
  - Klinisch-Theoretische Medizin
  - Klinikum der Universität München
- 08 Tierärztliche Fakultät
  - Veterinärwissenschaftliches Department
  - Zentrum für Klinische Tiermedizin
  - Lehr- und Versuchsgut
- 09 Fakultät für Geschichts- und Kunstwissenschaften
  - Historisches Seminar
  - Department Kunstwissenschaften
- 10 Fakultät für Philosophie, Wissenschaftstheorie und Religionswissenschaft
- 11 Fakultät für Psychologie und Pädagogik
  - Department Psychologie
  - Department Pädagogik und Rehabilitation
- 12 Fakultät für Kulturwissenschaften
  - Department für Kulturwissenschaften und Altertumskunde
  - Department für Asienstudien
- 13 Fakultät für Sprach- und Literaturwissenschaften
  - Department I – Germanistik, Komparatistik, Nordistik, Deutsch als Fremdsprache
  - Department II – Griechische und Lateinische, Romanische, Italienische und Slavische Philologie, Sprachen und Kommunikation
  - Department III – Anglistik und Amerikanistik
- 15 Sozialwissenschaftliche Fakultät
  - Geschwister-Scholl-Institut für Politikwissenschaft
  - Institut für Soziologie
  - Institut für Kommunikationswissenschaft und Medienforschung
- 16 Fakultät für Mathematik, Informatik und Statistik
  - Mathematisches Institut
  - Institut für Informatik
  - Institut für Statistik
- 17 Fakultät für Physik
- 18 Fakultät für Chemie und Pharmazie
  - Department Biochemie
  - Department Chemie
  - Department Pharmazie
- 19 Fakultät für Biologie
  - Department Biologie I
  - Department Biologie II
- 20 Fakultät für Geowissenschaften
  - Department für Geographie
  - Department für Geo- und Umweltwissenschaften

#### Dekan
Die Dekane sind die ausführenden Organe der Fakultäten. Sie vollziehen die Beschlüsse des Fakultätsrates, setzen Impulse für die Entwicklungsplanung der Fakultät und wirken bei grundlegenden Angelegenheiten der wissenschaftlichen Einrichtungen mit. Die Dekane werden im Einvernehmen mit der Hochschulleitung von den Fakultätsräten aus dem Kreis der Hochschullehrer gewählt.
Die Dekane werden durch einen oder mehrere Prodekane vertreten. Daneben werden obligatorisch Studiendekane für Angelegenheiten des Studiums und optional Forschungsdekane für Angelegenheiten der Forschung gewählt.

#### Fakultätsvorstand
Bestimmte Fakultäten werden von einem Fakultätsvorstand geleitet, dem der Dekan, drei Prodekane, der Studiendekan sowie die Fakultätsfrauenbeauftragte angehören. Die Aufgaben des Dekans werden dann vom Fakultätsvorstand wahrgenommen. Wenn in einer Fakultät kein Department vorhanden ist, fallen die meisten der den Departments obliegenden Zuständigkeiten an den Dekan. Durch die Bildung von Fakultätsvorständen werden diese Aufgaben auf mehrere Personen verteilt.
In folgenden Fakultäten sind Fakultätsvorstände eingerichtet und keine Departments vorhanden:
- 04 Fakultät für Betriebswirtschaft
- 10 Fakultät für Philosophie, Wissenschaftstheorie und Religionswissenschaft
- 17 Fakultät für Physik

#### Fakultätsräte
Die Fakultätsräte bestehen aus dem Dekan, dem Prodekan, dem Studiendekan und der Fakultätsfrauenbeauftragten kraft Amtes sowie elf weiteren Mitgliedern, die von den Hochschullehrern, wissenschaftlichen Mitarbeitern, nichtwissenschaftlichen Mitarbeitern und Studierenden im Verhältnis 6:2:1:2 gewählt werden. Sie wählen den Dekan, den Prodekan sowie den Studiendekan und sind darüber hinaus für alle Angelegenheiten zuständig, die nicht dem Dekan vorbehalten sind.
Sämtliche Rechtsvorschriften der Fakultät werden durch den Fakultätsrat beschlossen, bevor sie vom Senat in Kraft gesetzt werden. In Habilitationsangelegenheiten tritt der Fakultätsrat ferner als Erweiterter Fakultätsrat zusammen, in dem alle Professoren der Fakultät stimmberechtigt teilnehmen können.

#### Fakultätskonvente
Die Fakultätskonvente vertreten die fachübergreifenden, aber auf die Fakultät beschränkten Angelegenheiten der Studierenden, falls in einer Fakultät mehrere Fachschaftsvertretungen als fachbezogene Studierendenvertretung gebildet sind. Zu den Aufgaben der Fakultätskonvente gehört insbesondere die Wahl der studentischen Vertreter im Fakultätsrat.

## Geschichte

### 1472–1800

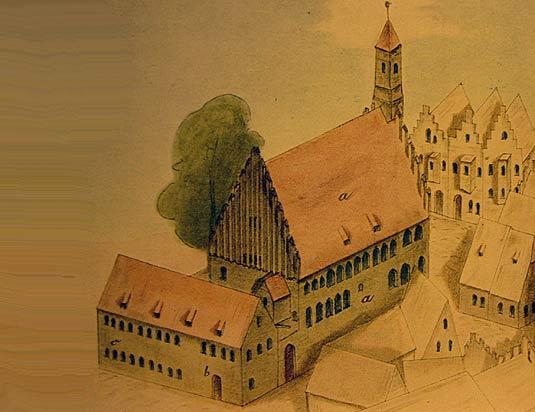
Pfründnerhaus in Ingolstadt

Die Universität wurde 1472 mit päpstlicher Genehmigung von Herzog Ludwig IX. von Bayern-Landshut als erste Universität des Herzogtums Bayern in Ingolstadt gegründet. Sie wurde im damaligen Pfründnerhaus eingerichtet und startete mit den vier Fakultäten Philosophie, Medizin, Jurisprudenz und Theologie. Erster Rektor der Universität war Christoph Mendel von Steinfels, der später Bischof des Bistums Chiemsee wurde.
In der Zeit des Deutschen Humanismus lehrten an der Universität bekannte Namen wie Conrad Celtis und Peter Apian. Der Theologe und Reformationsgegner Johannes Eck lehrte ebenfalls an der Universität. Von 1549 bis 1773 wurde die Universität vom Jesuitenorden geprägt (u. a. war Petrus Canisius Rektor und Professor für Theologie) und war eines der Zentren der Gegenreformation.
Ende des 18. Jahrhunderts wurde die Universität von der Aufklärung beeinflusst. In der Philosophischen und Medizinischen Fakultät wurden die naturwissenschaftlichen Disziplinen aufgewertet. Bei der Theologie wurde die Pastoraltheologie stärker hervorgehoben und die Juristische Fakultät erhielt modernere Lehrpläne. 1799 entstand mit dem Institut für Kameralwissenschaften der Grundstein der späteren Staatswirtschaftlichen Fakultät.

### 1800–1826

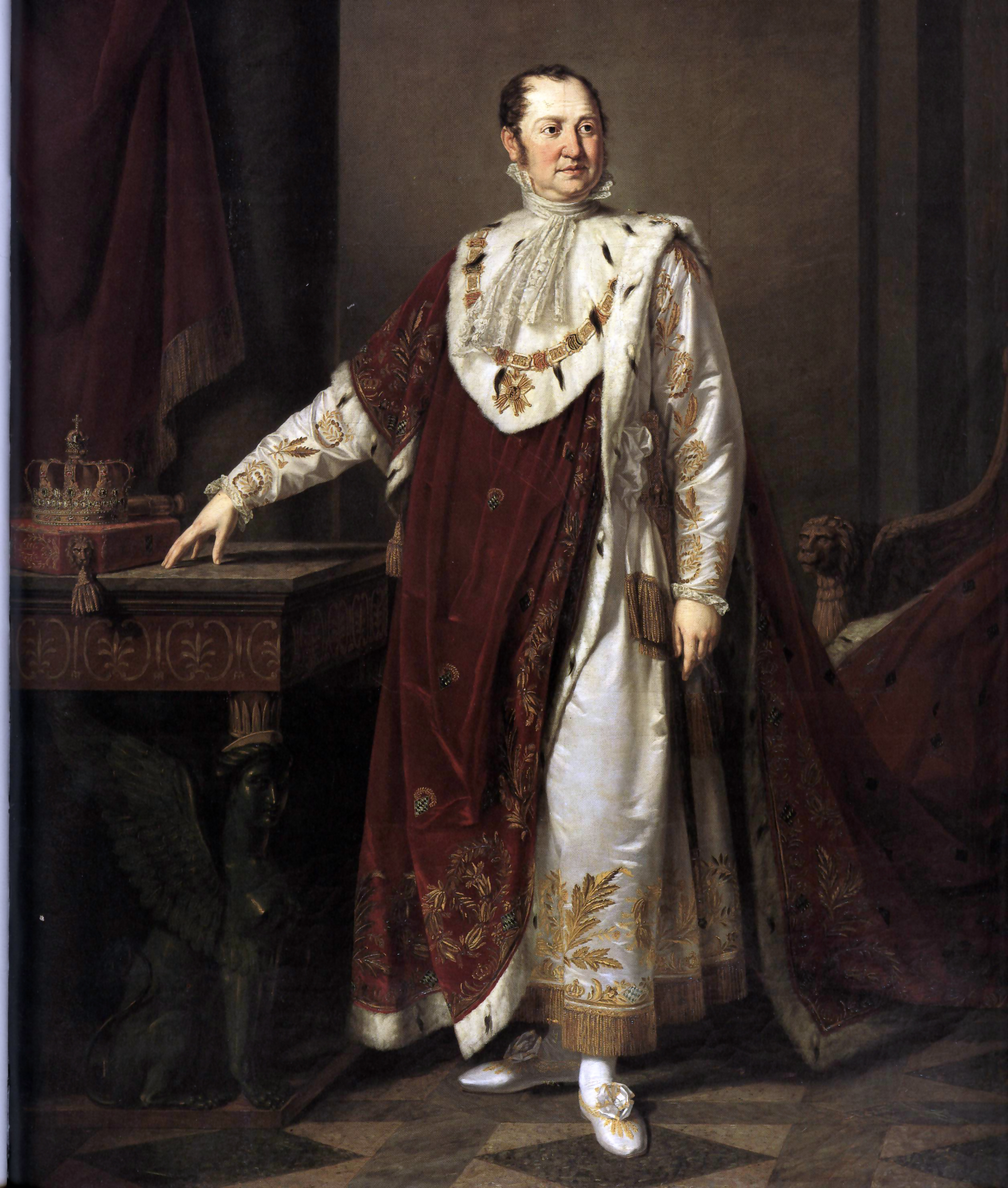
Porträt von Maximilian I. Joseph

Aufgrund der Bedrohung Ingolstadts durch die französische Invasionsarmee verlegte der damalige Kurfürst und spätere König Maximilian I. Joseph im Jahre 1800 die Universität nach Landshut. Durch die Verlegung wurde zudem versucht, die jesuitisch und somit konservativ geprägte Universität zu erneuern. Seit 1802 trägt die Universität den Namen Ludwig-Maximilians-Universität, benannt nach ihrem Gründer Ludwig IX. und Maximilian I. Joseph.
In Landshut entwickelt sich die Universität von einer privilegierten Gelehrteneinrichtung hin zur staatlichen Hochschule. Der Minister Maximilian von Montgelas setzte dabei mit seinen Reformkonzepten neue wissenschafts- und bildungspolitische Akzente. Die Studentenzahl lag in den Jahren 1825/26 bei knapp 1000 Studenten.

### 1826–1933

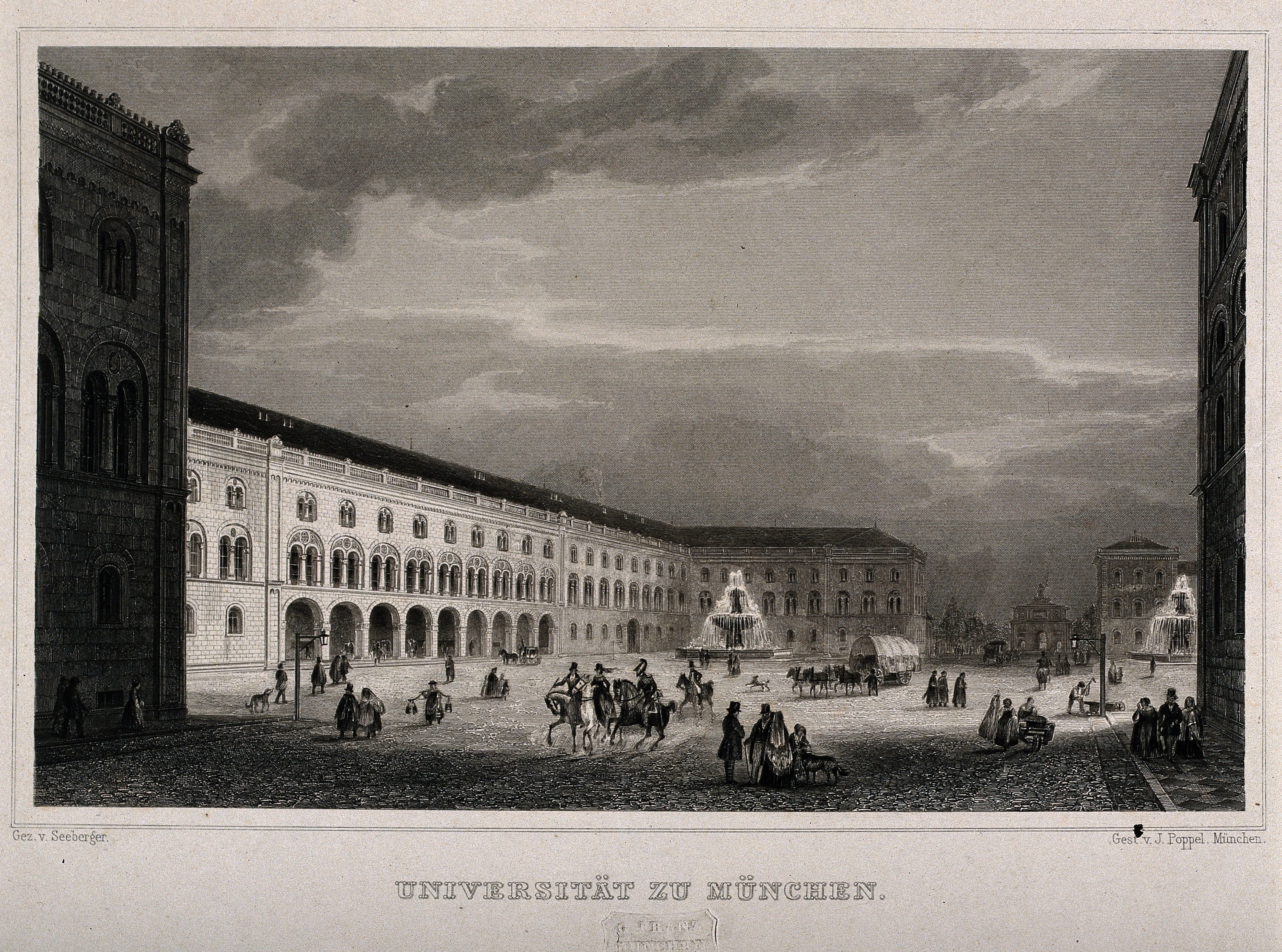
Brunnen vor dem Hauptgebäude der Ludwig-Maximilians-Universität München am heutigen Geschwister-Scholl-Platz vor 1863, Stich von Johann Poppel nach einer Zeichnung von Gustav Seeberger

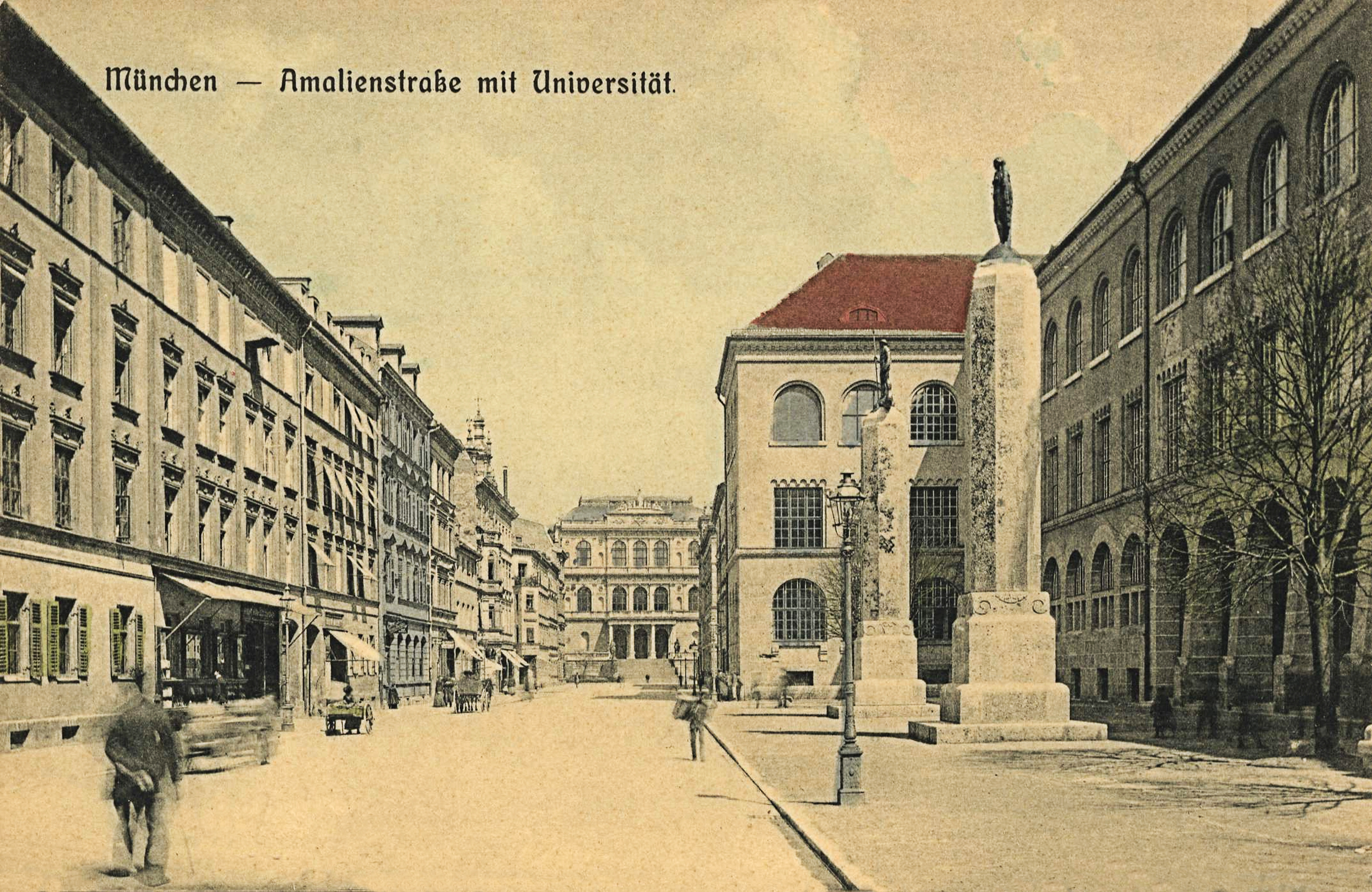
Ansicht von der Amalienstraße (um 1900)

Bereits einige Jahre nach der Verlegung von Ingolstadt nach Landshut holte König Ludwig I. die Universität im Jahre 1826 in die Hauptstadt München.
Sie war zunächst im ehemaligen Jesuitenkolleg Wilhelminum in der Neuhauser Straße untergebracht, bevor 1840 das von Friedrich von Gärtner geplante und immer noch als solches genutzte Hauptgebäude fertiggestellt wurde.
Dass dies in der Ludwigstraße, also an der Ausfallstraße zu dem teilweise vornehmen ländlichen Idyll Schwabing mit seinen Adelsschlössern geschah, war offenbar eine gute Wahl, wie die weitere Entwicklung Schwabings zeigt (siehe Schwabing#Geschichte).
In der zweiten Hälfte des 19. Jahrhunderts prägten hochrangige Gelehrte die Universität. Die Seminare und Institute wurden kontinuierlich ausgebaut. Baulich erwog Maximilian II. einen Neubau und damit die Verlegung der Universität in die Nähe des Karlsplatzes (heute das Areal des Justizpalastes).
Die Pläne wurden allerdings mit dem Tod des Königs nicht weiterverfolgt.
In den Jahren 1897 und 1898 wurde das Universitätsgebäude entlang der Adalbertstraße erweitert. 1906 bis 1909 erfolgte nach Plänen von German Bestelmeyer die Erweiterung zur Amalienstraße. In dieser Erweiterungsphase entstanden der Lichthof als neuer Mittelpunkt der Universität, das Audimax und die Amalienhalle.
Nach Baden ermöglichte Bayern ab 1903 als zweites Land im Deutschen Reich die Immatrikulation von Frauen zum Universitätsstudium. Während im Wintersemester 1905/06 lediglich 1 % an Frauen an der LMU studierten, so waren es im Wintersemester 1918/19 bereits 14 %. Die Studentenzahl lag dabei in den Jahren 1918/19 bei rund 8600. Mit Adele Hartmann wurde 1918 an der Universität München erstmals eine Frau in Deutschland habilitiert.

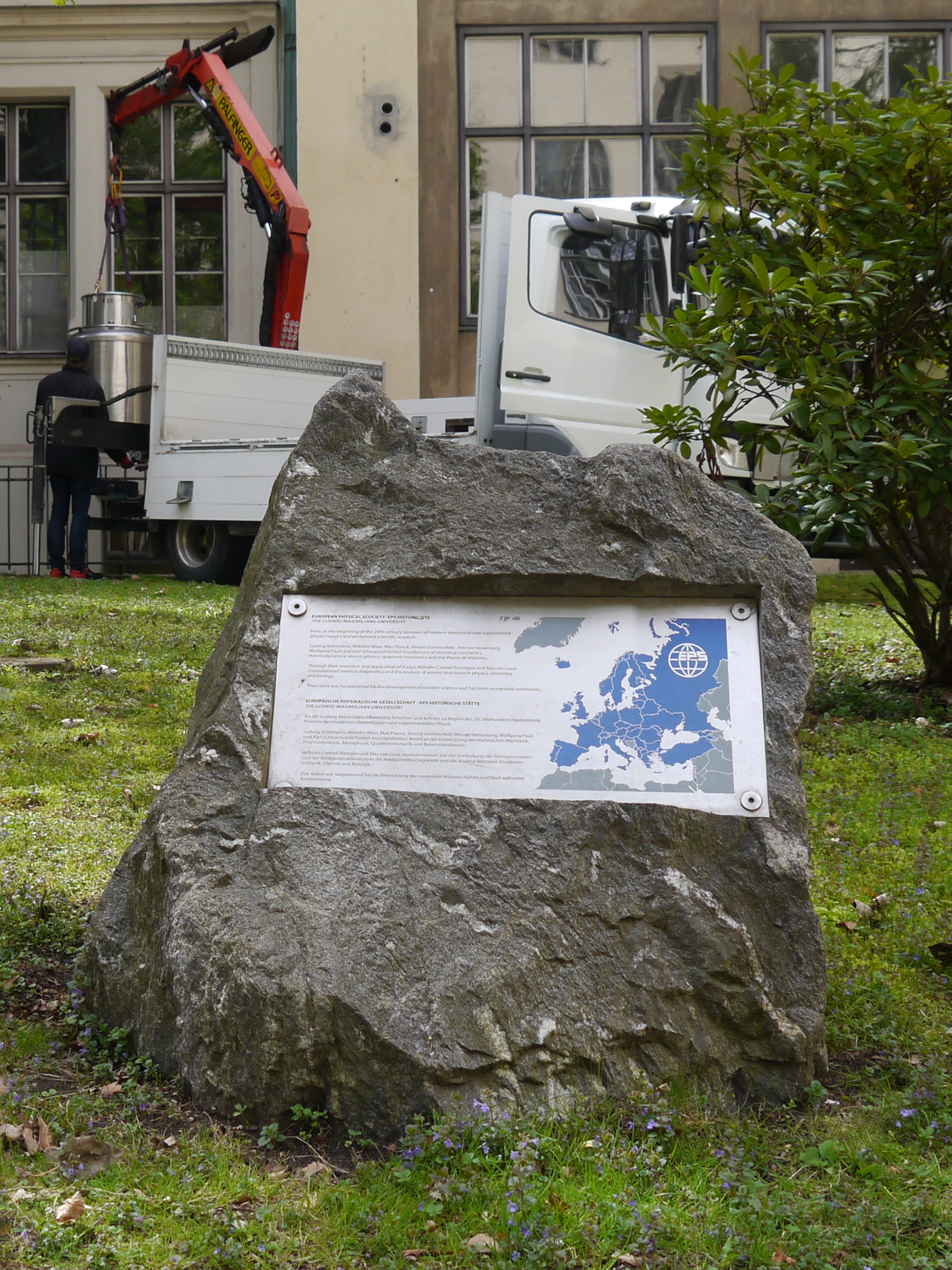
Gedenkort der Europäischen Physikalischen Gesellschaft im südlichen Innenhof. Namentlich gewürdigt werden die experimentellen und theoretischen Leistungen von Ludwig Boltzmann, Wilhelm Wien, Max Planck, Arnold Sommerfeld, Werner Heisenberg, Wolfgang Pauli, Karl Schwarzschild, Wilhelm Conrad Röntgen und Max von Laue.

Nach dem Ersten Weltkrieg prägten weitere Persönlichkeiten die Universität. So lehrten unter anderem die Nobelpreisträger Wilhelm Conrad Röntgen und Wilhelm Wien sowie Adolf von Baeyer und Richard Willstätter an der Universität.
Mit Arnold Sommerfeld und Ferdinand Sauerbruch lehrten weitere bekannte Namen an der Universität. Auch der spätere Nobelpreisträger Werner Heisenberg erhielt dort seinen Doktortitel.

### 1933–1945

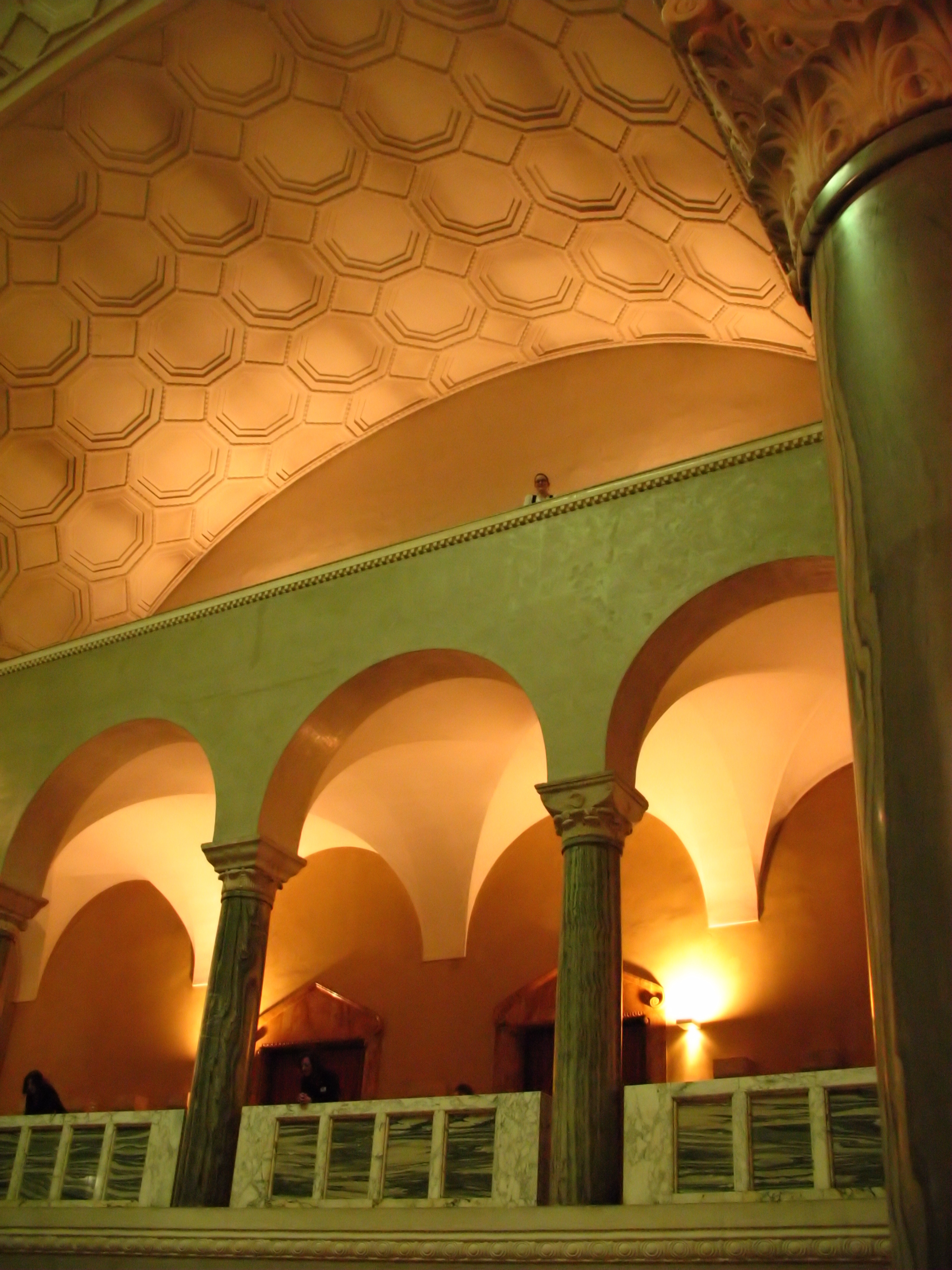
Lichthof

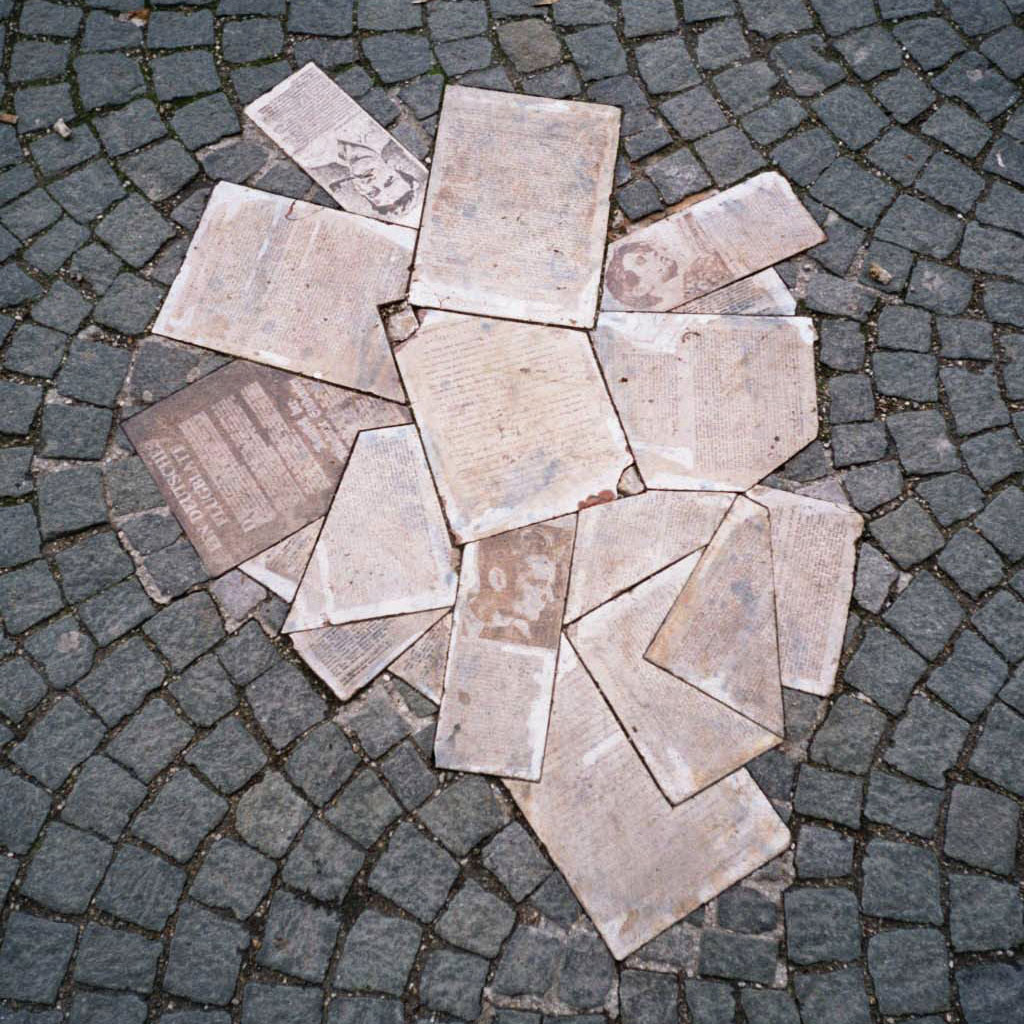
Mahnmal für die Weiße Rose vor dem Hauptgebäude

In der Zeit des Nationalsozialismus wurden 61 Dozentinnen und Dozenten entlassen, die meisten aus antisemitischen Gründen. Das waren 15 Prozent des Lehrkörpers. Ebenso wurden Dozenten in ihrer akademischen Laufbahn behindert.
Im Fachbereich Physik erzwangen die Nationalsozialisten u. a. bei der Nachfolge von Arnold Sommerfeld mit Wilhelm Müller, einem Vertreter der so genannten Deutschen Physik, eine ihnen genehme eklatante Fehlbesetzung. Im Mai 1933 initiierte und organisierte die von den Nationalsozialisten beherrschte Deutsche Studentenschaft maßgeblich die Bücherverbrennung auf dem Königsplatz.
Von 1933 bis 1936 war Karl Escherich, von 1936 bis 1938 war Leopold Kölbl, von 1938 bis 1941 war Philipp Broemser und von 1941 bis 1945 war Walther Wüst Rektor der Ludwig-Maximilians-Universität München.
Während des Zweiten Weltkrieges entstand an der Universität München die Widerstandsgruppe Weiße Rose um die Geschwister Sophie und Hans Scholl. Sie wurden im Lichthof der Universität beim Verteilen von regimefeindlichen Flugblättern vom Hausschlosser Jakob Schmid entdeckt und anschließend der Gestapo übergeben. Seit 1997 erinnert zwischen Lichthof und Audimax eine Denkstätte an die Widerstandsgruppe.

### 1945–1994
Beim Einmarsch der amerikanischen Truppen in München am 30. April 1945 lagen ca. 80 Prozent der LMU in Trümmern und ca. ein Drittel aller Bücher der Universitätsbibliothek waren verschollen oder zerstört.
Im ersten Nachkriegsjahrzehnt wurden die während des Krieges zerstörten Gebäude wieder aufgebaut. Von den jüdischen Überlebenden des Holocaust besuchten nach einer statistischen Erhebung im Januar 1947 581 Displaced Persons die Universitäten in der amerikanischen Besatzungszone. Mit rund 65 Prozent war die Mehrheit dieser Studenten an der Münchner Universität immatrikuliert.
Nach dem Wiederaufbau folgte eine nicht immer spannungsfrei verlaufende Phase der Expansion. Ähnlich wie an anderen bundesdeutschen Universitäten gab es in den 1968er Jahren auch an der LMU heftige Studentenproteste. Wegen der Studentenunruhen war 1967/1968 Kurt Weichselberger, ordentlicher Professor für Statistik am Institut für Wirtschaftswissenschaften, als Rektor zurückgetreten, anschließend aber wiedergewählt.
1967 wurde eine evangelisch-theologische Fakultät eingerichtet, und 1972 wurde die Pädagogische Hochschule Pasing in die Erziehungswissenschaftliche Fakultät der Universität integriert. Außerdem wurden seit Mitte der 1970er Jahre neue Gebäude für Medizin in Großhadern, für Tiermedizin in Oberschleißheim und für Physik in Garching errichtet.
1977 wurde das neu erbaute Klinikum Großhadern fertiggestellt.

### 1994–heute
Seit 1994 wird der Standort Großhadern immer weiter zum HighTechCampus Martinsried-Großhadern ausgebaut. Hier ist seit 1994 das Genzentrum und seit 1999 die gesamte Fakultät für Chemie und Pharmazie angesiedelt. Ebenso befindet sich seit 2007 der gesamte Bereich Biologie in Martinsried-Großhadern.
In den Jahren 2006 und 2007 wurde die LMU im Rahmen der Exzellenzinitiative für ihre Zukunftskonzepte ausgewählt. Bis 2011 standen somit der Universität 180 Millionen Euro für die Einrichtung von einer Graduiertenschule und drei Exzellenzclustern zur Verfügung.
Während des Bildungsstreiks 2009 wurde auch das Audimax der LMU besetzt und erst nach mehreren Wochen wieder geräumt.
Am 12. Juli 2010 wurde das neu gestaltete Theologicum, im Adalberttrakt des Hauptgebäudes, von Horst Seehofer eingeweiht.
Im Rahmen des doppelten Abschlussjahrganges wurden umfangreiche Baumaßnahmen durchgeführt. So wurde der Turm des Vestibülbaus (ehemals Bibliothek) zum Lehrturm mit Hörsälen und Seminarräumen umgebaut. Auch das Gebäude in der Oettingenstraße (ehemals Radio Free Europe) wurde umgebaut und ein Hörsaalanbau geschaffen.

## Standorte
Die Universität München ist keine Campus-Universität. Ihre Gebäude sind über mehrere Standorte im Großraum München verteilt. Die Studentenwohnheime verteilen sich ebenfalls über die ganze Stadt München.

### München

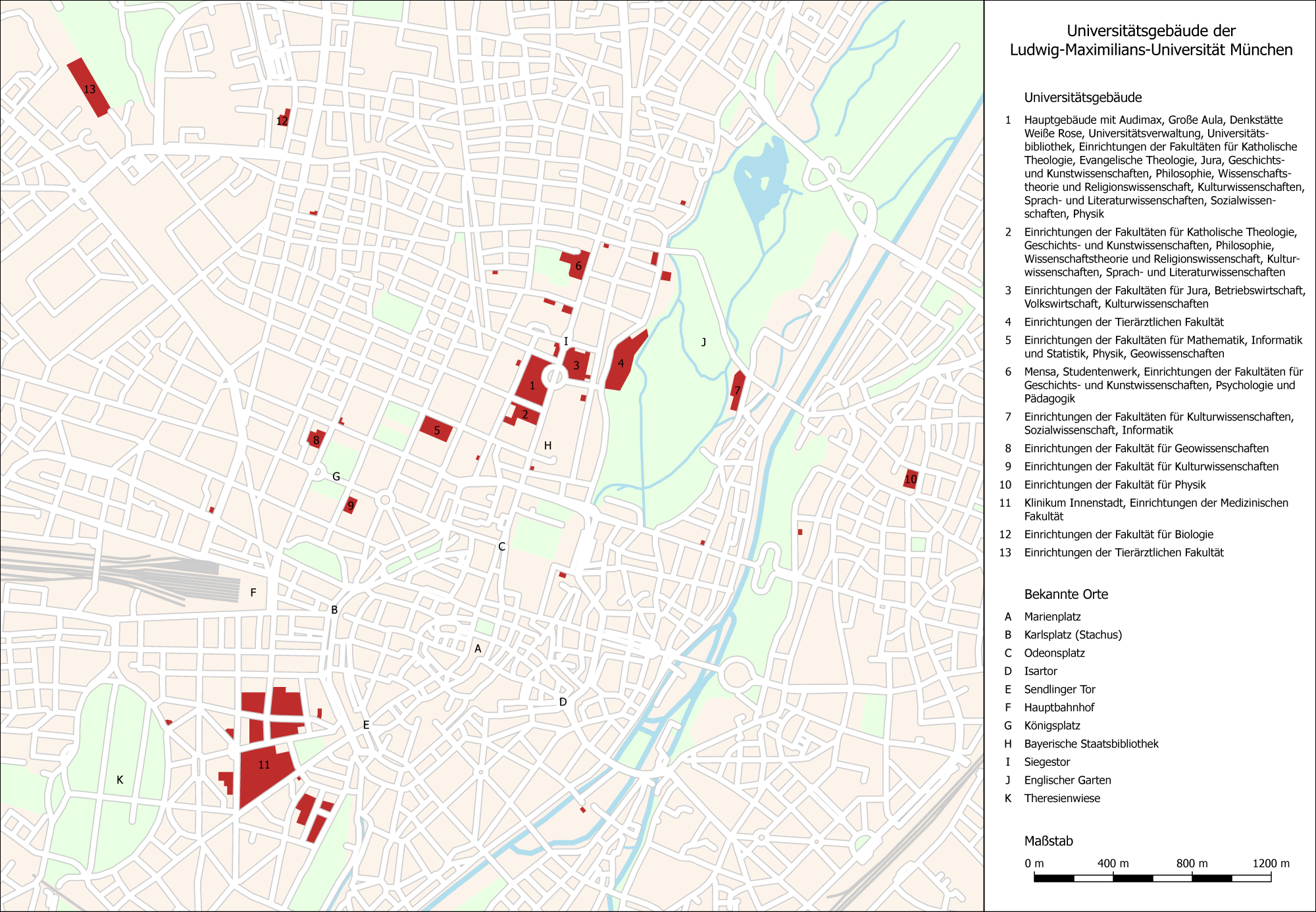
Universitätsgebäude in München

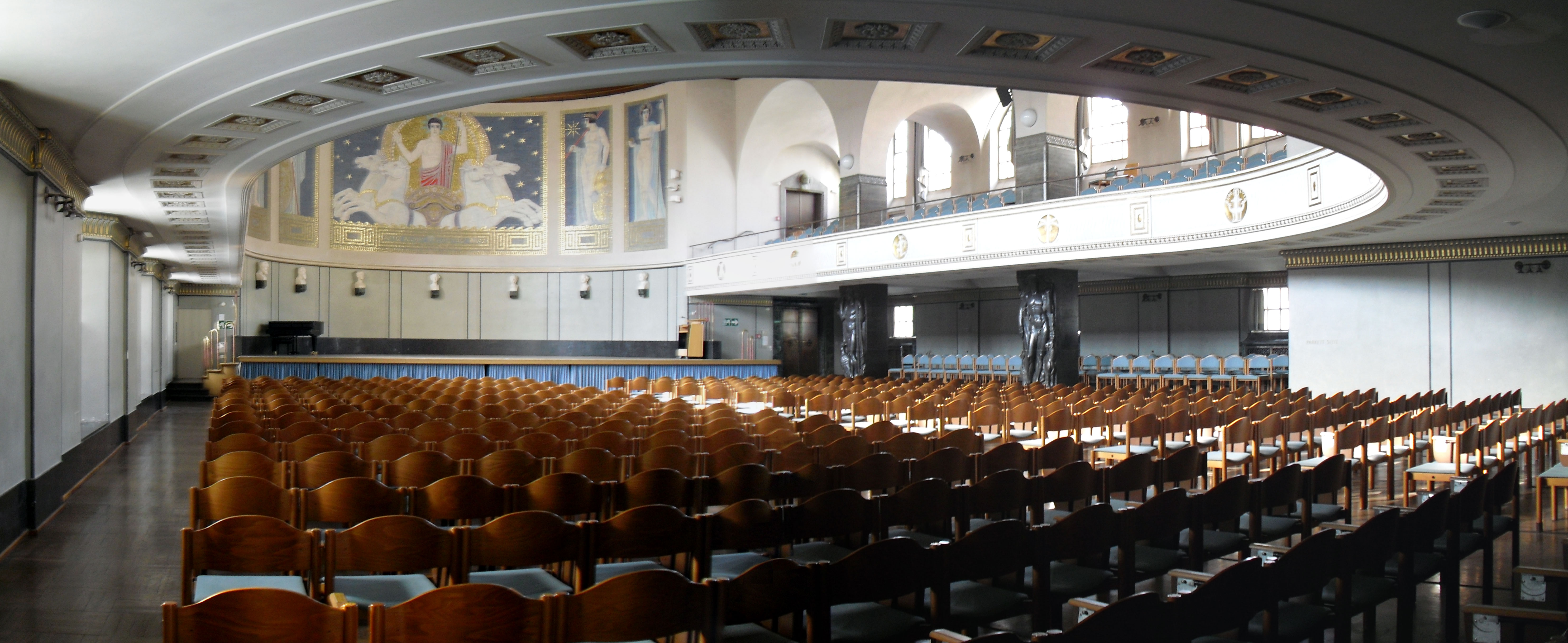
Große Aula im Hauptgebäude

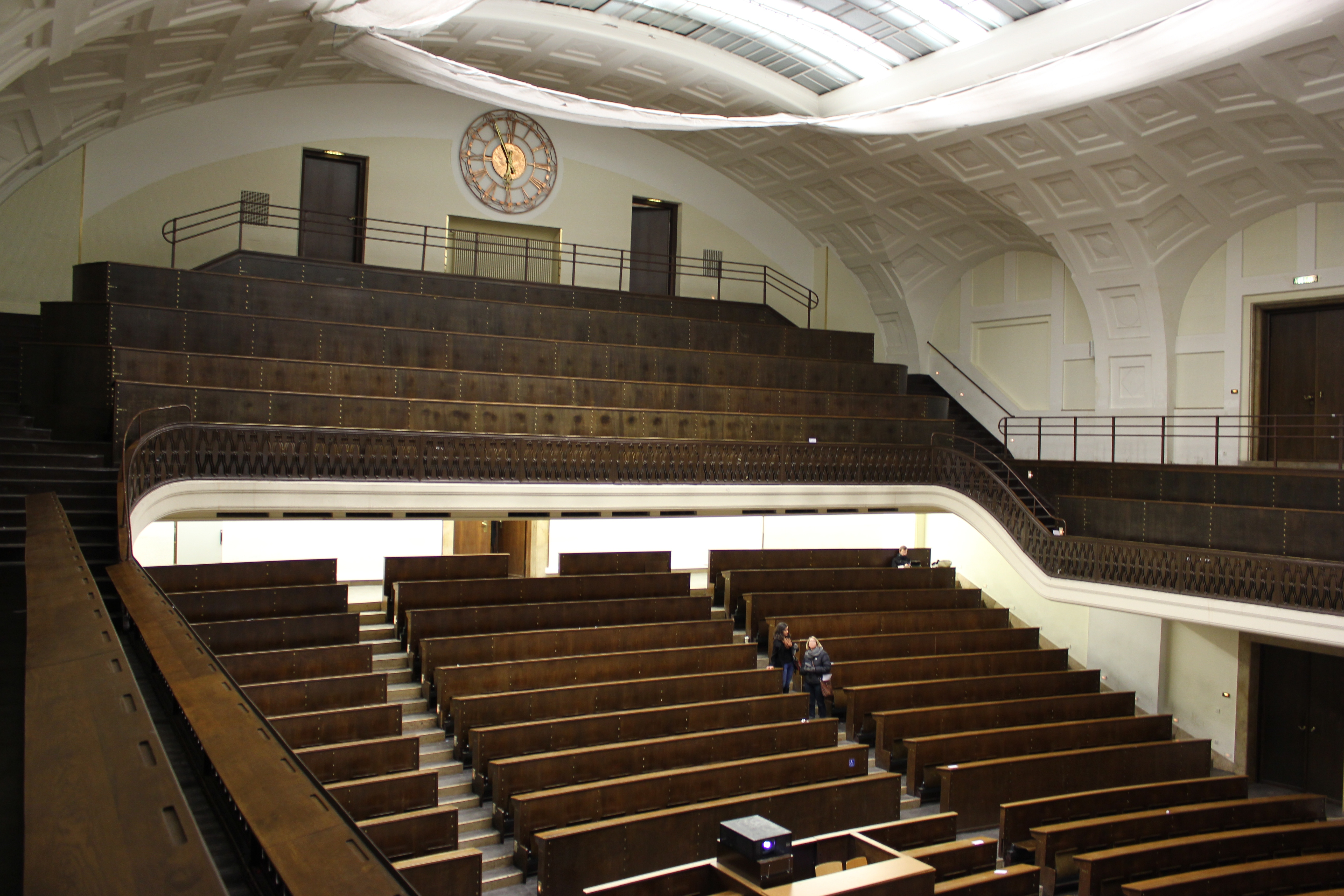
Audimax im Hauptgebäude

Das Hauptgebäude der Universität liegt nördlich der Stadtmitte an der Ludwigstraße. In unmittelbarer Nähe befinden sich Georgianum, Ludwigskirche, Siegestor und Bayerische Staatsbibliothek.
Im Hauptgebäude sind neben mehreren Hörsälen und Seminarräumen auch Audimax, Große Aula, Denkstätte Weiße Rose und Teile der Universitätsverwaltung untergebracht. In direkter Nachbarschaft liegen die zentrale Universitätsbibliothek und der U-Bahnhof Universität.
Im Hauptgebäude und in unmittelbarer Umgebung befinden sich zahlreiche Einrichtungen und Institute der Fakultäten für Katholische Theologie, Evangelische Theologie, Jura, Betriebswirtschaft, Volkswirtschaft, Geschichts- und Kunstwissenschaften, Philosophie, Wissenschaftstheorie, Religionswissenschaft, Kulturwissenschaften, Sprach- und Literaturwissenschaften, Sozialwissenschaft, Statistik und Physik.
Zudem liegen in geringer Entfernung zum Hauptgebäude an der Westseite des Englischen Gartens mehrere Tierkliniken und Institute der Tierärztlichen Fakultät.
Einige hundert Meter nördlich des Hauptgebäudes befinden sich Mensa, Studentenwerk und Einrichtungen der Fakultät für Psychologie und Pädagogik(wegen der Farbe auch "Schweinchenbau" genannt). Außerdem sind dort die Institute für Kunstpädagogik und Musikpädagogik der Fakultät für Geschichts- und Kunstwissenschaften untergebracht.
Einige hundert Meter südwestlich des Hauptgebäudes, neben der Pinakothek der Moderne und dem Museum Brandhorst, befindet sich das Mathematische Institut (auch "Mathebau" genannt).
An diesem Standort sind zudem Einrichtungen für Theoretische Physik und Meteorologie der Fakultät für Physik sowie Mineralogie, Kristallographie und Geophysik der Fakultät für Geowissenschaften beheimatet.
Im Institutsgebäude an der Ostseite des Englischen Gartens (dem ehemaligen RFE/RL-Studiogebäude) ist ein Großteil des Instituts für Informatik untergebracht. Zudem unterhält die Sozialwissenschaftliche Fakultät in diesem Gebäude das Geschwister-Scholl-Institut für Politikwissenschaft. Das Japan-Zentrum sowie weitere kleinere Einrichtungen befinden sich ebenfalls an diesem Standort, sowie einige Büros und Labore der Fakultät für Physik.
Der Campus Innenstadt des LMU Klinikums liegt südwestlich der Stadtmitte, zwischen Sendlinger Tor und Theresienwiese. Er besteht aus mehreren einzelnen Kliniken. Dazu zählen die Medizinische Klinik, Chirurgische Klinik, Psychiatrische Klinik, Augenklinik, Zahnklinik, Kinderklinik (Dr. von Haunersches Kinderspital), Frauenklinik und Dermatologische Klinik. Neben den einzelnen Kliniken sind auf dem Gelände des Klinikum auch zahlreiche Institute und Einrichtungen der Medizinischen Fakultät untergebracht.
Weitere Universitätsgebäude stehen in der Nähe des Königsplatzes. Dort sind Einrichtungen der Fakultät für Geowissenschaften sowie die Institute für Ägyptologie und Klassische Archäologie beheimatet. In Bogenhausen befinden sich Universitätssternwarte sowie Einrichtungen für Astronomie und Astrophysik von der Fakultät für Physik. Südlich vom Olympiapark sind Einrichtungen für Didaktik der Biologie und Institute der Tierärztlichen Fakultät angesiedelt.
In Freimann befindet sich unter anderem das Archiv der Universität sowie Physik-Praktikumslabore. Weitere kleinere Universitätseinrichtungen sind im Botanischen Garten sowie in ganz München verteilt.

### Martinsried-Großhadern

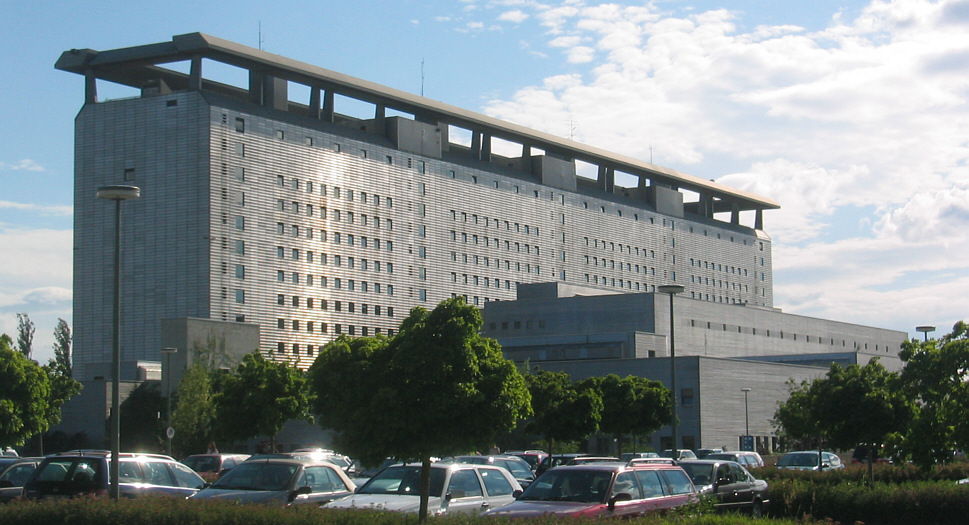
LMU Klinikum – Campus Großhadern

Am südwestlichen Stadtrand von München liegt der High-Tech-Campus Martinsried-Großhadern. Dort befinden sich Institute und Einrichtungen der Medizinischen Fakultät sowie der Campus Großhadern des LMU Klinikums. Die Fakultät für Biologie unterhält zudem in Martinsried zahlreiche Institute und das Biozentrum. Genzentrum und Einrichtungen der Fakultät für Chemie und Pharmazie sind ebenfalls auf dem Campusgelände untergebracht.
Um den Campus Martinsried besser an das öffentliche Nahverkehrsnetz anzubinden, wird die U-Bahn-Linie U6 um eine Station bis nach Martinsried verlängert. Langfristig ist dann vorgesehen, alle naturwissenschaftlichen und medizinischen Fächer auf dem High-Tech-Campus in Martinsried-Großhadern zusammenzuführen.
Teil von Martinsried-Großhadern ist das Genzentrum München als interdisziplinäre und abteilungsübergreifende Forschungseinrichtung. Das Genzentzrum wurde 1994 erbaut. Zu den Forschungsschwerpunkten zählen Struktur- und Molekularbiologie, Genom- und Systembiologie, Biologie der angeborenen Immunität und Infektion sowie Translationale Medizin.
Viele der hier Forschenden wurden mit ERC Starting Grants und dem Gottfried Wilhelm Leibniz-Preis ausgezeichnet.

### Oberschleißheim
In Oberschleißheim sind Institute und Kliniken der Tierärztlichen Fakultät beheimatet. Langfristig ist vorgesehen, den Standort Oberschleißheim weiter auszubauen und dort alle tierklinischen Einrichtungen zu bündeln.

### Garching
Auf dem Campus der Technischen Universität München in Garching befinden sich mehrere Lehrstühle der Experimentalphysik (Laserphysik, Medizinphysik, Elementarteilchenphysik), sowie eine Messstation des Meteorologischen Instituts der LMU. Die LMU ist am Munich Quantum Valley beteiligt.

## Lehre und Studium
In naturwissenschaftlichen Fächern steht die LMU in direkter Konkurrenz zur Technischen Universität München. Die Ludwig-Maximilians-Universität gehört zu den drei ersten Universitäten, die im Rahmen der Exzellenzinitiative in die Förderlinie „Zukunftskonzept“ aufgenommen wurden. Sie ist beteiligt am Elitenetzwerk Bayern. Laut den World University Rankings 2016/2017 der Times Higher Education ist die Ludwig-Maximilians-Universität München weltweit auf Platz 30 und damit die beste deutsche Universität.
Im Shanghai-Ranking 2012 ist die Ludwig-Maximilians-Universität München weltweit auf Platz 60 und damit hinter der Technischen Universität München (Platz 53) ebenso unter den besten deutschen Universitäten.

### Studienfächer
An der Ludwig-Maximilians-Universität wird mit rund 150 Studiengängen ein breites Fächerspektrum angeboten.
Mit der Medieninformatik und dem Institut für Kommunikationswissenschaft ist sie Mitglied im MedienCampus Bayern, dem Dachverband für die Medienaus- und -weiterbildung in Bayern.
| Liste der Bachelor-Studiengänge                                    |
| A                                                                  |
| ------------------------------------------------------------------ |
| Ägyptologie und Koptologie                                         |
| Allgemeine und Indogermanische Sprachwissenschaft                  |
| Allgemeine und Vergleichende Literaturwissenschaft                 |
| Alter Orient                                                       |
| Anglistik                                                          |
| Archäologie: Europa und Vorderer Orient                            |
| B                                                                  |
| Betriebswirtschaftslehre                                           |
| Bioinformatik                                                      |
| Biologie                                                           |
| Buchwissenschaft                                                   |
| Buddhistische und Südasiatische Studien                            |
| C                                                                  |
| Chemie und Biochemie                                               |
| Computerlinguistik                                                 |
| D                                                                  |
| Deutsch als Fremdsprache                                           |
| E                                                                  |
| Ethnologie                                                         |
| F                                                                  |
| Finnougristik                                                      |
| G                                                                  |
| Geographie                                                         |
| Geowissenschaften                                                  |
| Germanistik                                                        |
| Geschichte                                                         |
| Griechische Philologie                                             |
| Griechische Studien                                                |
| I                                                                  |
| Informatik                                                         |
| Italianistik                                                       |
| J                                                                  |
| Japanologie                                                        |
| K                                                                  |
| Katholische Theologie                                              |
| Kommunikationswissenschaft                                         |
| Kunstgeschichte                                                    |
| Kunstpädagogik                                                     |
| Kunst und Multimedia                                               |
| L                                                                  |
| Latinistik                                                         |
| M                                                                  |
| Mathematik                                                         |
| Medieninformatik                                                   |
| Musikwissenschaft                                                  |
| N                                                                  |
| Naher und Mittlerer Osten                                          |
| Neuro-cognitive Psychology                                         |
| Nordamerikastudien                                                 |
| O                                                                  |
| Orthodoxe Theologie                                                |
| P                                                                  |
| Pädagogik / Bildungswissenschaft                                   |
| Pharmaceutical Sciences                                            |
| Philosophie                                                        |
| Phonetik und Sprachverarbeitung                                    |
| Physik                                                             |
| Physik plus vertieftes Nebenfach Meteorologie                      |
| Politikwissenschaft                                                |
| Prävention, Integration und Rehabilitation (PIR) bei Hörschädigung |
| Psychologie                                                        |
| R                                                                  |
| Religionswissenschaft                                              |
| Romanistik                                                         |
| S                                                                  |
| Sinologie                                                          |
| Skandinavistik                                                     |
| Slavistik                                                          |
| Soziologie                                                         |
| Sprachtherapie                                                     |
| Statistik                                                          |
| T                                                                  |
| Theaterwissenschaft                                                |
| V                                                                  |
| Volkskunde/Europäische Ethnologie                                  |
| Volkswirtschaftslehre                                              |
| W                                                                  |
| Wirtschaftsmathematik                                              |
| Wirtschaftspädagogik I                                             |
| Wirtschaftspädagogik II                                            |

| Liste der Nebenfach-Studiengänge                |
| A                                               |
| ----------------------------------------------- |
| Antike und Orient                               |
| B                                               |
| Betriebswirtschaftslehre                        |
| Insurance and Risk Management                   |
| Biologie                                        |
| D                                               |
| Deutsch als Fremdsprache                        |
| E                                               |
| Evangelische Theologie                          |
| G                                               |
| Geographie                                      |
| Geschichte                                      |
| I                                               |
| Informatik                                      |
| K                                               |
| Katholische Theologie                           |
| Kommunikationswissenschaft                      |
| Kunst, Musik, Theater                           |
| M                                               |
| Medieninformatik                                |
| Meteorologie                                    |
| Musikwissenschaft                               |
| O                                               |
| Orthodoxe Theologie                             |
| P                                               |
| Pädagogik / Bildungswissenschaft                |
| Philosophie                                     |
| Physik                                          |
| Experimentalphysik                              |
| Theoretische Physik                             |
| Politikwissenschaft                             |
| Psychologie                                     |
| Psychopathologie / Klinische Neuropsychologie   |
| R                                               |
| Rechtswissenschaften                            |
| S                                               |
| Sinologie                                       |
| Skandinavistik                                  |
| Soziologie                                      |
| Sprache, Literatur, Kultur                      |
| Statistik                                       |
| V                                               |
| Vergleichende Kultur- und Religionswissenschaft |
| Volkswirtschaftslehre                           |
| W                                               |
| Wirtschaftswissenschaften                       |

| Liste der Master-Studiengänge                                                          |
| A                                                                                      |
| -------------------------------------------------------------------------------------- |
| Ägyptologie und Koptologie                                                             |
| Aisthesis: Historische Kunst- und Literaturdiskurse                                    |
| Vergleichende Indoeuropäische Sprachwissenschaft                                       |
| Cultural and Cognitive Linguistics                                                     |
| Allgemeine und Vergleichende Literaturwissenschaft                                     |
| Anglistik: English Studies                                                             |
| Vor- und Frühgeschichtliche Archäologie                                                |
| Spätantike und Byzantinische Kunstgeschichte                                           |
| Vorderasiatische Archäologie                                                           |
| Altorientalistik                                                                       |
| Astrophysik                                                                            |
| B                                                                                      |
| Balkanphilologie                                                                       |
| Betriebswirtschaftslehre                                                               |
| Betriebswirtschaftslehre: Insurance                                                    |
| Betriebswirtschaftslehre: European Master of Science in Management                     |
| Betriebswirtschaftslehre: Human Resource Management                                    |
| Biochemie                                                                              |
| Bioinformatik                                                                          |
| Biologie                                                                               |
| Buchwissenschaft: Verlagspraxis                                                        |
| Buchwissenschaft: Buch- und Medienforschung                                            |
| Buddhistische und Südasiatische Studien: Religion und Philosophie in Asien             |
| C                                                                                      |
| Chemie                                                                                 |
| Computerlinguistik                                                                     |
| D                                                                                      |
| Datenwissenschaft                                                                      |
| Deutsch als Fremdsprache                                                               |
| Dramaturgie                                                                            |
| E                                                                                      |
| Ethnologie                                                                             |
| Evolution, Ecology and Systematics                                                     |
| F                                                                                      |
| Finnougristik                                                                          |
| G                                                                                      |
| Geographie: Umweltsysteme und Nachhaltigkeit – Monitoring, Modellierung und Management |
| Geographie: Human Geography and Sustainability: Monitoring, Modeling and Management    |
| Geowissenschaften: Geomaterialien und Geochemie                                        |
| Geowissenschaften: Geophysics                                                          |
| Geowissenschaften: Ingenieur- und Hydrogeologie                                        |
| Geowissenschaften: Geo- and Paleobiology                                               |
| Geowissenschaften: Geology                                                             |
| Germanistische Literaturwissenschaft                                                   |
| Germanistische Linguistik                                                              |
| Geschichte                                                                             |
| Griechische Philologie                                                                 |
| Byzantinistik                                                                          |
| Neogräzistik                                                                           |
| I                                                                                      |
| Informatik                                                                             |
| Interkulturelle Kommunikation                                                          |
| Internationale Public Relations                                                        |
| International Occupational Safety and Health                                           |
| Italienstudien                                                                         |
| J                                                                                      |
| Japanologie                                                                            |
| Journalismus                                                                           |
| K                                                                                      |
| Klassische Archäologie                                                                 |
| Kommunikationswissenschaft                                                             |
| Kunstgeschichte                                                                        |
| L                                                                                      |
| Lateinische Philologie                                                                 |
| Logik und Wissenschaftstheorie                                                         |
| M                                                                                      |
| Mathematik                                                                             |
| Medieninformatik                                                                       |
| Medieninformatik: Medieninformatik mit Anwendungsfach Kommunikationswissenschaft       |
| Medieninformatik: Mensch-Computer-Interaktion                                          |
| Medieninformatik: Medieninformatik mit Anwendungsfach Mediengestaltung                 |
| Medieninformatik: Medieninformatik mit Anwendungsfach Medienwirtschaft                 |
| Medienkulturwissenschaft                                                               |
| Meteorologie                                                                           |
| Musikpädagogik                                                                         |
| Musikwissenschaft                                                                      |
| N                                                                                      |
| Naher und Mittlerer Osten                                                              |
| Neuere Deutsche Literatur                                                              |
| Neuro-cognitive Psychology (ESG)                                                       |
| Neurosciences                                                                          |
| Nordamerikastudien: American History, Culture and Society                              |
| O                                                                                      |
| Osteuropastudien (ESG)                                                                 |
| P                                                                                      |
| Pädagogik mit Schwerpunkt Bildungsforschung und Bildungsmanagement                     |
| Pharmaceutical Sciences                                                                |
| Philosophie                                                                            |
| Antike Philosophie                                                                     |
| Theoretische Philosophie                                                               |
| Mittelalter- und Renaissancestudien                                                    |
| Philosophie, Politik und Wirtschaft                                                    |
| Phonetik und Sprachverarbeitung                                                        |
| Physik                                                                                 |
| Theoretische und Mathematische Physik                                                  |
| Politikwissenschaft                                                                    |
| Prävention, Inklusion und Rehabilitation (PIR) – Schwerhörigenpädagogik                |
| Prävention, Inklusion und Rehabilitation (PIR) – Gehörlosenpädagogik                   |
| Provinzialrömische Archäologie                                                         |
| Psychologie: Klinische Psychologie und Kognitive Neurowissenschaft                     |
| Psychologie: Wirtschafts-, Organisations- und Sozialpsychologie                        |
| Psychologie: Learning Sciences                                                         |
| Public Health                                                                          |
| Epidemiologie                                                                          |
| Clinical and Genetic Epidemiology for Professionals                                    |
| R                                                                                      |
| Religions- und Kulturwissenschaft                                                      |
| Romanistik                                                                             |
| S                                                                                      |
| Sinologie                                                                              |
| Skandinavistik                                                                         |
| Slavistik                                                                              |
| Software Engineering                                                                   |
| Soziologie                                                                             |
| Sprachtherapie                                                                         |
| Statistik                                                                              |
| Statistik mit wirtschafts- und sozialwissenschaftlicher Ausrichtung                    |
| Biostatistik                                                                           |
| T                                                                                      |
| Theaterwissenschaft                                                                    |
| V                                                                                      |
| Volkskunde/Europäische Ethnologie                                                      |
| Volkswirtschaftslehre: Economics                                                       |
| W                                                                                      |
| Finanz- und Versicherungsmathematik                                                    |
| Wirtschaftspädagogik I                                                                 |
| Wirtschaftspädagogik II                                                                |

Zur Ansicht der Tabellen rechts auf [Ausklappen] drücken.

### Studentenzahlen
Die Studentenzahl der Universität lag in den Jahren 1825/26 bei knapp 1000 Studenten. In den folgenden Jahrzehnten stieg die Anzahl der eingeschriebenen Studenten stetig an. Die Zulassung von Frauen zum Universitätsstudium im Jahre 1903 begünstigte zudem das Ansteigen der Studentenzahl. Im Wintersemester 1905/06 waren 5147 (davon 53 Frauen) und im Wintersemester 1918/19 bereits 8625 Studenten (davon 1191 Frauen) eingeschrieben. In der Zeit des Nationalsozialismus ging die Anzahl der eingeschriebenen Studenten wieder zurück.
In den Jahren 1935/36 waren 5480 Studenten (davon 1016 Frauen) und im Sommersemester 1940 nur noch 2991 Studenten (davon 914 Frauen) an der Universität eingeschrieben.
Nach dem Zweiten Weltkrieg stieg die Anzahl der Studenten wieder an. Im Wintersemester 1949/50 lag die Studentenzahl bei 10469 (davon 2198 Frauen) und in den Jahren 1959/60 bei 18225 (davon 4930 Frauen). Ein halbes Jahrhundert später lag im Wintersemester 2009/10 die Anzahl der eingeschriebenen Studenten bei 45.649 (davon 28.545 Frauen).
Im Wintersemester 2019/20 waren 52.425 Studenten an der Ludwig-Maximilians-Universität immatrikuliert, davon 31.748 (60,5 %) weiblich und 9.341 (17,8 %) internationale Studenten. Die Anzahl der Studienanfänger, die zum Wintersemester 2019/20 ihr erstes Hochschulsemester begonnen haben, beträgt 8839. Sie ist damit nach Anzahl der eingeschriebenen Studenten die zweitgrößte Universität in Deutschland, nach der Fernuniversität in Hagen und die größte Präsenzuniversität.

### Studienbeiträge
Der Senat der Universität hat im Sommersemester 2006 die Erhebung von Studienbeiträgen im Stufenmodell beschlossen. Im Sommersemester 2007 und Wintersemester 2007/08 betrugen die Beiträge jeweils 300 Euro. Seit dem Sommersemester 2008 betrug der Studienbeitrag 500 Euro pro Semester. Zusätzlich zum Studienbeitrag fielen bis zum Wintersemester 2008/09 noch 50 Euro Verwaltungsgebühr und 42 Euro Grundbeitrag für das Studentenwerk München an.
Die Verwaltungsgebühr wurde zum Sommersemester 2009 von der bayerischen Staatsregierung wieder abgeschafft. Somit waren insgesamt 542 Euro pro Semester zu entrichten. Mit der Abschaffung der Studiengebühren in Bayern fallen ab dem Wintersemester 2013/14 keine Studiengebühren mehr an, sondern lediglich der Studentenwerksbeitrag in Höhe von 75 Euro sowie 69,40 Euro als Sockelbeitrag für das Semesterticket (Stand SS 2021).

### Studentenvertretung
An der Universität gibt es wie an anderen bayerischen Universitäten keine rechtlich selbständige Studentenschaft, sondern 'nur' eine als Teil der Universitätsorganisation bestehende Studentenvertretung. Allerdings machte die Universität nach der Novelle des Bayerischen Hochschulrechts im Jahre 2006 im Einverständnis mit der Studentenvertretung von der Möglichkeit regen Gebrauch, beim Staatsministerium abweichende Regelungen über die Organisation der Studentenvertretungen zu beantragen, um der Studierendenvertretung die Einrichtung eines Studentenrats-Modells zu ermöglichen.
So gliedert sich die Studentenvertretung seit Inkrafttreten der neuen Organisation der Universität im Jahre 2007 in den Konvent der Fachschaften, der sich aus den Vertretern der Fachschaftsvertretungen der einzelnen Fächer zusammensetzt. Dieser bestimmt die ausführenden Stellen der Studentenvertretung sowie die Vertreter der Studenten in den Gremien der Universität.

### Semesterticket
Seit dem Wintersemester 2013/14 gibt es auch an der LMU ein Semesterticket. Dafür zahlt jeder Student bei der Immatrikulation bzw. Rückmeldung einen Sockelbetrag bzw. Solidarbeitrag von 69,40 € (Stand SS 2021).
Mit dem Studentenausweis darf dann Montag bis Freitag zwischen 18:00 und 6:00 Uhr des Folgetages sowie samstags, sonntags, feiertags und am 24. sowie 31. Dezember kostenlos im gesamten MVV-Netz gefahren werden. Zusätzlich dazu kann an jedem Fahrkartenautomat die IsarCard Semester für 201,60 € erworben werden.
Damit darf zusammen mit dem Studentenausweis während des ganzen Semesters rund um die Uhr im gesamten MVV-Netz gefahren werden. Dies ist jedoch seit Einführung des Deutschlandtickets hinfällig, welches in Bayern für Studierende für 29 € erhältlich ist.

### Studentische Organisationen
Besonders ist, dass in 2016 durch den Konvent der Fachschaften sämtlichen Hochschulgruppen durch die Abschaffung des Akkreditierungsstatus ihre Rechte und Leistungen entzogen wurden. Hintergrund war die versuchte Akkreditierung der "Campus Alternative". Damit hat die LMU einen weiteren Schritt in Richtung Entpolitisierung getan.
Aktuell gibt es die folgenden studentischen Vereine und Initiativen die das studentische Leben gestalten.
| - 180 Degrees Consulting München - Academy Consult - AEGEE-München e.V. - AIESEC - Akademischer Börsenzirkel München e.V. - Amnesty Hochschulgruppe München - Arbeiterkind - AIAS Munich e.V. - bonding-studenteninitiative e.V. - Campus for Change e.V. - Commit to Partnership e.V. - ELSA München e.V. - Enactus Munich - Humanistische Hochschulgruppe München | - IASTE - MigraMed München - MTP e.V. - Münchner Erasmus Studenten Assoziation (MESA e.V.) - Nightline e.V. - Refugee Law Clinic—Munich - ROCK YOUR LIFE München e.V. - Serlo – ein Projekt der Gesellschaft für freie Bildung e.V. - Sinik - sneep - Start Right e.V. - START Munich - Studenten bilden Schüler e.V. - Studentenhilfe München e.V. - TEG e.V. - TutoRIA |

| Hochschulgemeinden - Katholische Hochschulgemeinde - Evangelische Studentinnen- und Studentengemeinde - Griechisch-Orthodoxe Metropolie - Islamische Hochschulvereinigung - Verband Jüdischer Studenten in Bayern | Studierendenzeitungen und Radio - M94.5 - Philtrat - Unikatmag - CampusZeitung - rescriptum - cog!to - Nomen Nominandum - Die Funzel |

Studentenverbindungen
Es sind über 60 Studentenverbindungen an der LMU ansässig; davon sind 6 gemischte Verbindungen und 2 Damenverbindungen.

## Forschung
Die LMU betreibt Forschung in unterschiedlichen organisatorischen Zusammenhängen und wird dadurch sowohl der Tiefe als auch der Breite ihres wissenschaftlichen Kanons gerecht.

### Wissenschaftliche Einrichtungen

#### Zentral
Der Status einer zentralen wissenschaftlichen Einrichtung unterstreicht die wissenschaftspolitische Bedeutung der jeweiligen Institution.
- Bayerische Geschichte, Institut
- Lehrerbildung, Münchener Zentrum
- Molekularbiologie, Laboratorium – Genzentrum

#### Fakultätsübergreifend
Fakultätsübergreifende Einrichtungen sind entweder interdisziplinär ausgerichtet oder repräsentieren ein in den Fakultäten nicht vertretenes Fach.
- AI-Hub@LMU[126]
- Ancient Philosophy, Munich School
- Antike Welten, Münchner Zentrum
- Aquatic Veterinary Medicine, Biosecurity and Education, LMU Centre of Excellence
- ArchaeoBioCenter
- Arts Research, Munich Center
- Bio-Imaging Zentrum
- BioMedizinisches Centrum
- Buchwissenschaft, Zentrum
- Economic and Social Sciences, Munich Experimental Laboratory
- Environment and Society, Rachel Carson Center
- Ethik und Philosophie in der Praxis, Zentrum
- Fundamente der Moderne, Münchner Forschungszentrum
- Geobiologie und Biodiversitätsforschung, Zentrum
- Governance, Communication, Public Policy and Law, Munich Center
- Innovation und Entrepreneurship, Zentrum
- Internetforschung und Medienintegration, Zentrum
- Israel-Studien, Zentrum
- Kognitive Sprachforschung, Interdisziplinäres Zentrum
- Learning Sciences, Munich Center
- Mathematical Philosophy, Munich Center
- Mittelalter- und Renaissancestudien, Zentrum
- NanoScience, Center
- Neurosciences – Brain and Mind, Munich Center
- Ökumenische Forschung, Zentrum
- Open Science, LMU Center
- Organelle Research, Munich Centre
- Ost- und Westpreussische Landeskunde, Arbeitsgemeinschaft
- Osteuropastudien, Zentrum für
- Paidia, wissenschaftliche Zeitschrift
- Projekthaus Europa
- Quantitative and Computational Systems Science Center
- Religionsforschung, Münchner Arbeitsgemeinschaft
- Risiko und Versicherung, Zentrum
- Theoretical Physics, Arnold-Sommerfeld-Center
- Translationale Reproduktionsmedizin, Zentrum

#### Wissenschaftsverbünde
Die Ludwig-Maximilians-Universität München ist zusammen mit anderen Universitäten beispielsweise an folgenden Einrichtungen beteiligt:
- Advanced Laser Applications, Centre
- Digital Technology and Management, Center
- Editionswissenschaften, Münchener Zentrum
- Geozentum, Münchner
- Historische Sprachwissenschaften, Zentrum
- Integrated Protein Science, Center
- Metaphysik und Religionsphilosophie, Interuniversitärer Forschungsverbund München/Tübingen
- Wissenschafts- und Technikgeschichte, Münchner Zentrum

### Kooperationen
Die Ludwig-Maximilians-Universität betreibt Kooperationen mit mehreren selbständigen Instituten und Forschungseinrichtungen. Im Folgenden sind einige dieser Institute aufgelistet.
- Deutsches Archäologisches Institut
- Deutsches Zentrum für Neurodegenerative Erkrankungen (DZNE)
- Fraunhofer-Gesellschaft
- Helmholtz Zentrum München
- ifo Institut für Wirtschaftsforschung
- Institut für Zeitgeschichte (IfZ)
- Max-Planck-Gesellschaft (MPG)
- Monumenta Germaniae Historica (MGH)
- Zentralinstitut für Kunstgeschichte (ZI)

### Exzellenzinitiative
Im Rahmen der Exzellenzinitiative 2006 und 2007 wurde die Ludwig-Maximilians-Universität bis 2011 zur Stärkung der universitären Spitzenforschung gefördert. Der Universität standen 180 Millionen Euro für die Einrichtung der Graduate School of Systemic Neurosciences und den drei Exzellenzclustern Center for Integrated Protein Science Munich, Munich-Centre for Advanced Photonics und Nanosystems Initiative Munich sowie für die Umsetzung des Zukunftskonzepts LMUexcellent zur Verfügung. Im Rahmen von LMUexcellent wurde 2007 das LMU Center for Leadership and People Management, eine Trainings-, Forschungs- und Beratungseinrichtung der LMU München, etabliert.
Mit den drei Programmen des Centers – der Personalentwicklung, dem Multiplikatoren-Programm und dem Peer-to-Peer Mentoring-Programm – werden Personen der LMU München über den gesamten wissenschaftlichen Life-Cycle hinweg, vom Studierenden bis hin zum Professor, entwickelt und gefördert. Seit November 2012 wurde in der dritten Runde der Exzellenzinitiative die Graduiertenschule für Ost- und Südosteuropastudien eingerichtet – eine Kooperation der Ludwig-Maximilians-Universität mit der Universität Regensburg.
Außerdem ist die Universität an acht Elitestudiengängen und fünf internationalen Doktorandenkollegs des Elitenetzwerk Bayern beteiligt.

## Rezeption

### Ranking
| Jahr | Quelle                            | Internationaler Rang | Nationaler Rang                                                                           |
| ---- | --------------------------------- | -------------------- | ----------------------------------------------------------------------------------------- |
| 2006 | Shanghai Jiao Tong Annual League  | 51.                  | 1. (vor TU München, Universität Heidelberg)                                               |
| 2007 | Shanghai Jiao Tong Annual League  | 53.                  | 1. (vor TU München, Universität Heidelberg)                                               |
| 2008 | Shanghai Jiao Tong Annual League  | 55.                  | 1. (vor TU München, Universität Heidelberg)                                               |
| 2009 | Shanghai Jiao Tong Annual League  | 55.                  | 1. (vor TU München, Universität Heidelberg)                                               |
| 2010 | Shanghai Jiao Tong Annual League  | 52.                  | 1. (vor TU München, Universität Heidelberg)                                               |
| 2011 | Shanghai Jiao Tong Annual League  | 54.                  | 2. (nach TU München, vor Universität Heidelberg)                                          |
| 2012 | Shanghai Jiao Tong Annual League  | 60.                  | 2. (nach TU München, vor Universität Heidelberg)                                          |
| 2013 | Shanghai Jiao Tong Annual League  | 61.                  | 3. (nach TU München und Universität Heidelberg)                                           |
| 2014 | Shanghai Jiao Tong Annual League  | 49.                  | 1. (gleichauf mit Universität Heidelberg, vor TU München)                                 |
| 2015 | Shanghai Jiao Tong Annual League  | 52.                  | 3. (nach Universität Heidelberg und TU München)                                           |
| 2022 | Shanghai Jiao Tong Annual League  | 57.                  | 2. (nach TU München)                                                                      |
| 2023 | Shanghai Jiao Tong Annual League  | 59.                  | 2. (nach Universität Heidelberg, gleichauf mit TU München)                                |
| 2024 | Shanghai Jiao Tong Annual League  | 43.                  | 1. (vor TU München, Universität Heidelberg)                                               |
| Jahr | Quelle                            | Internationaler Rang | Nationaler Rang                                                                           |
| 2006 | Times Higher Education Supplement | 98.                  | 3. (nach Universität Heidelberg, TU München)                                              |
| 2007 | Times Higher Education Supplement | 65.                  | 2. (nach Universität Heidelberg)                                                          |
| 2008 | Times Higher Education Supplement | 93.                  | 3. (nach Universität Heidelberg, TU München)                                              |
| 2009 | Times Higher Education Supplement | 98.                  | 4. (nach TU München, Universität Heidelberg, Freie Universität Berlin)                    |
| 2010 | Times Higher Education Supplement | 61.                  | 2. (nach Universität Göttingen)                                                           |
| 2011 | Times Higher Education Supplement | 45.                  | 1. (vor Universität Göttingen und Universität Heidelberg)                                 |
| 2012 | Times Higher Education Supplement | 48.                  | 1. (vor Universität Göttingen, Universität Heidelberg und Humboldt-Universität zu Berlin) |
| 2013 | Times Higher Education Supplement | 55.                  | 1. (vor Universität Göttingen, Universität Heidelberg und Freie Universität Berlin)       |
| 2014 | Times Higher Education Supplement | 29.                  | 1. (vor Universität Göttingen, Universität Heidelberg und Humboldt-Universität zu Berlin) |
| 2015 | Times Higher Education Supplement | 29.                  | 1. (vor Universität Heidelberg, Humboldt-Universität zu Berlin und TU München)            |
| 2016 | Times Higher Education Supplement | 30.                  | 1. (vor Universität Heidelberg, TU München und Humboldt-Universität zu Berlin)            |
| 2023 | Times Higher Education Supplement | 33.                  | 2. (nach TU München)                                                                      |
| 2024 | Times Higher Education Supplement | 38.                  | 2. (nach TU München)                                                                      |
| 2025 | Times Higher Education Supplement | 38.                  | 2. (nach TU München)                                                                      |

### Weitere internationale Platzierungen
- QS World University Rankings 2025: 59. Platz[154]
- CWTS Leiden 2019 (PP top 10%): 124. Platz[155]
- Best Global Universities Rankings 2019: 43. Platz[156]
- Round University Rankings 2018: 32. Platz[157]

### Logo

Ehemaliges Logo
Aktuelles Logo

### Kritik und Kontroversen

#### Präsidium und Verwaltung
2018 wurde bekannt, dass die Staatsanwaltschaft München I gegen ein Mitglied des Präsidiums wegen des Verdachts auf Veruntreuung öffentlicher Gelder ermittelt.
Ein Vizepräsident hat sich über zehn Jahre hinweg mit Steuergeldern Taxifahrten im Gesamtwert von 64.000 Euro erstatten lassen. Die Ermittlungen wurden gegen eine Zahlung von 1500 Euro im Sommer 2020 zwar eingestellt, gegen das betroffene Präsidiumsmitglied wurde jedoch im Dezember 2020 ein Disziplinarverfahren eröffnet.
Weitere Verschwendungsvorwürfe gegen die LMU erhob der Bayerische Oberste Rechnungshof wegen mehrerer Dienstreisen und Bewirtungen jeweils in Höhe von zwischen 12.000 und 21.000 Euro.
Marius Dufner von der Studierendenvertretung der Hochschule kommentiert das Verhalten als „befremdlich“. Demnach können, im Gegensatz zu den Bewirtungs- und Reisekosten der Universitätsmitarbeiter, „Projekte der Studierendenschaft oftmals nicht mit einer Förderung durch die LMU rechnen“.
Ende September 2013 wählte der Senat der LMU Annette Schavan in den Hochschulrat. Da Schavan zuvor bereits aufgrund von Plagiatsvorwürfen und dem Entzug ihres Doktortitels vom Amt der Bundesbildungsministerin zurückgetreten war, äußerten der Deutsche Hochschulverband und studentische Vertreter Kritik an der Berufung.
Schavan zog sich in der Folge im April 2014 wieder aus dem Hochschulrat zurück. LMU-Präsident Bernd Huber bezeichnete die Berufung im Nachhinein als „Fehler“. Die Politikwissenschaftlerin Ursula Münch trat Schavans Nachfolge im Hochschulrat an.
Im November 2022, nach einem Polizeieinsatz wegen einer Schreckschusswaffe in einer Erstsemestervorlesung im Audimax, wurden von Seiten der Studentenvertretungen Forderungen nach einem Waffenverbot an der LMU laut. Nachdem andere Hochschulen in München ein solches Verbot erlassen hatten, wurde im Lichthof des Hauptgebäudes ein Transparent mit einer solchen Forderung und Kritik am Präsidenten Bernd Huber angebracht. Nach öffentlichem Druck verbot Ende November auch die LMU Waffen in ihren Gebäuden.

#### Forschung und Lehre
Wiederholt (2013 und 2019) wurde die LMU für militärische Forschungsprojekte kritisiert. Dabei wies sie bei Projekten, die vom US-Militär gefördert wurden, zwischen 2008 und 2019 die höchsten Fördersummen in der deutschen Hochschullandschaft auf.
Der größte Teil der Finanzierung entfiel an der LMU auf die Sprengstoffforschung am Lehrstuhl von Thomas M. Klapötke.
Zusammen mit der TU München erhielt die LMU im Jahr 2017 den Negativpreis BigBrotherAward in der Kategorie Bildung für ihre Kooperation mit dem Online-Kurs-Anbieter Coursera.
Die Jury kritisierte, dass im Kooperationsabkommen der beiden Münchener Hochschulen mit Coursera der Datenschutz ausgeblendet werde. Coursera sei eine gewinnorientierte Firma, die aus den Daten der Studenten Kapital schlüge, etwa indem sie Benotungen und andere Daten der Studenten an Personalagenturen verkaufe. Als Alternative zu solchen kommerziellen Angeboten regte der Laudator Frank Rosengart vom CCC die Schaffung einer gemeinnützigen MOOC-Plattform an.
Im Jahr 2019 meldeten Studenten der Veterinärmedizin, dass die LMU gegen das Tierwohl verstoße. Demnach hält die LMU Schweine in engen Gitterkästen, sodass einige Tiere Kratzer, Beulen und Atemwegserkrankungen durch das Liegen aufwiesen. Teile der Studentenschaft widersprachen dieser Darstellung.
Bei auf den Medienbericht folgenden Kontrollen durch die zuständige Kreisverwaltungsbehörde wurden keine schwerwiegenden Verstöße gegen das Tierwohl festgestellt.

## Listen mit Bezug zur Universität
- Liste bekannter Persönlichkeiten der Ludwig-Maximilians-Universität München
- Liste der Ehrensenatoren der Ludwig-Maximilians-Universität München
- Liste der Studentenverbindungen in München
- Liste der modernen Universitäten in Europa (1801–1945)
- Liste der Hochschulen in Deutschland
- Liste von Ehrenbürgern der Ludwig-Maximilians-Universität München
- Liste der Universitätsprediger der Ludwig-Maximilians-Universität München